# AKB48のあんた、誰?
AKB48のあんた、誰?（エーケービーフォーティエイトのあんた だれ?、略称：あん誰）は、2012年4月2日から2016年6月30日までNOTTVで放送されたバラエティ番組で、AKB48の冠番組。

## 概要
東京都千代田区神田花岡町（JR秋葉原駅電気街口北東側高架下）にあった「AKB48 CAFE&SHOP AKIHABARA」内のシアターカフェ（2013年1月30日までの名称は、シアターエリア）からの公開生放送で、AKB48メンバー4人とMCが出演し、毎回50人（座席30人、立ち見20人）の観覧者（事前抽選制、有料）ともに送る。
「AKB48ファンの中で有名でも、世間での認知がイマイチのメンバーにチャンスを与える番組」（番組名の「あんた、誰?」の由来である）を番組コンセプトとしている。当初は、2012年10月26日までの2クール限定での放送であったが、2012年10月25日放送分で、次週（10月28日）以降の番組継続が発表された。月曜 - 金曜の帯番組であるため、番組放送回数は1041回とAKB48がレギュラー出演している番組としては最多放送回数であり、この記録は2022年現在も破られていない。
番組内容は、メンバーがファンの目の前でさまざまな企画に挑戦しながら個性をアピールしていくものである。また、この番組は、Google+と連動しながら番組内容の企画を展開している。
出演メンバーへの指示は、2012年10月25日放送分までは、原則としてシアターカフェにあるマルチビジョンにAKB48向上委員会からの「業務連絡」という形で表示された。（2015年7月1日放送分で800回記念として一日限定で約3年ぶりに復活した。）
レギュラー出演者の新妻悠太（トップリード）は、初共演するメンバーに対して、新妻独自のニックネーム（にんにんネーム）を付けるのが恒例となっていた。にんにんネームは出演メンバーの特徴を捉えているものが多く、メンバーやメンバーのファンがにんにんネームを使用している例も多い。
前述の通り、番組は原則として生放送されているが、メンバーのスケジュールなどの関係で収録放送や過去放送分の再放送になることもある。
放送倫理・番組向上機構の青少年委員会が毎月選定する「青少年へのおすすめ番組」に2013年8月から2016年6月まで連続して選ばれていた。
観覧については、20人がNOTTV契約者優先枠、残りの30人が一般枠として割り与えられ、「AKB48 CAFE&SHOP AKIHABARA」店舗前で放送日当日の15時45分からNOTTV契約者優先枠の受付を、16時から一般枠の受付を行い、それぞれ抽選で観覧者を決定している。2012年8月6日放送分から2012年9月28日放送分までは、観覧希望者の熱中症防止対策として、チケットぴあで事前抽選を行い、当日抽選は中止された。なお、後述の理由でAKB48メンバーが番組に出演しない2012年8月17日は事前抽選キャンセル分を当日抽選とし、2012年8月20日 - 8月23日の間は事前抽選自体を行わず、当日抽選となった。観覧料は税込で2,000円（1ドリンク、おみやげ付き）。
2014年5月25日に発生したAKB48握手会傷害事件のため、公開観覧は同年5月26日放送分から中止され、同年6月10日放送分までは同カフェ&ショップ内にあるプライベートルームからの放送に、同年6月11日放送分から7月14日放送分まではシアターカフェから観覧を入れない形での放送となった。また、番組エンディングで行なわれている「チャンスの順番+」のコーナーも同年6月6日放送分まで中止となった。
その後、観覧者定員をそれまでの50人から立ち見の20人分を減らした30人にする対策を採って、同年7月15日放送分から観覧が再開された。観覧再開後は、同年9月15日放送分から観覧定員を30人から立ち見10人分を加えた40人となり、さらに同年9月23日放送分から事件前の50人に戻した。
2015年11月5日からはNOTTV契約者優先枠がこれまでの10人から20人へ増やされ、一般抽選枠が40人から30人に減らされた。
2016年6月30日のNOTTV閉局に伴い、同局最後の通常番組として2016年6月29日17:00から翌30日11:50までの18時間50分にわたって（23:00 - 30日1:00はNOTTV2で放送、30日1:00 - 3:00の『AKB48のオールナイトニッポン』も番組の一部として放送）放送された。
NOTTV開局から閉局まで放送された数少ない自社制作番組の一つであった。

## 出演者

### レギュラー
- AKB48（原則として日替わりで毎回4名出演、チーム8出演時は5名出演のことが多い）[注 10]

#### これまで出演したメンバー
AKB48
- チームA

入山杏奈、大家志津香、大和田南那、小笠原茉由、小嶋菜月、佐々木優佳里、島崎遥香、田北香世子、谷口めぐ、中西智代梨、中村麻里子、平田梨奈、樋渡結依、前田亜美、宮崎美穂、横山由依
- チームK

相笠萌、阿部マリア、市川愛美、篠崎彩奈、島田晴香、下口ひなな、鈴木まりや、田野優花、中田ちさと、藤田奈那、向井地美音、武藤十夢、茂木忍、湯本亜美
- チームB

梅田綾乃、大島涼花、柏木由紀、加藤玲奈、後藤萌咲、竹内美宥、達家真姫宝、田名部生来、福岡聖菜、馬嘉伶、横島亜衿
- チーム4

飯野雅、伊豆田莉奈、岩立沙穂、大川莉央、大森美優、岡田彩花、岡田奈々、川本紗矢、北澤早紀、小嶋真子、込山榛香、佐藤妃星、高橋朱里、西野未姫、野澤玲奈、村山彩希
- チーム8

阿部芽唯、太田奈緒、大西桃香、岡部麟、小栗有以、小田えりな、行天優莉奈、倉野尾成美、近藤萌恵里、坂口渚沙、佐藤朱、佐藤栞、佐藤七海、下尾みう、清水麻璃亜、下青木香鈴、高岡薫、髙橋彩音、谷優里、谷川聖、長久玲奈、中野郁海、永野芹佳、橋本陽菜、服部有菜、濱咲友菜、濵松里緒菜、早坂つむぎ、左伴彩佳、人見古都音、廣瀬なつき、福地礼奈、本田仁美、宮里莉羅、舞木香純、谷口もか、山田菜々美、山本瑠香、横道侑里、横山結衣、吉川七瀬、吉田華恋
- 研究生

久保怜音、野村奈央、高橋希良、西川怜、山邊歩夢、千葉恵里
- 元メンバー

浦野一美、大堀恵、小原春香、駒谷仁美、小森美果、佐藤夏希、佐藤由加理、中塚智実、仲俣汐里、仲谷明香、仁藤萌乃、野呂佳代、増田有華、松原夏海、秋元才加、佐藤亜美菜、菊地あやか、野中美郷、片山陽加、高島祐利奈、森川彩香、鈴木紫帆里、川栄李奈、松井咲子、橋本耀、小林茉里奈、土保瑞希、前田美月、倉持明日香、内田眞由美、西山怜那、名取稚菜、内山奈月、小林香菜、藤村菜月、高城亜樹、永尾まりや、山本亜依、岩田華怜、岩佐美咲、石田晴香
- 元バイトAKB（お手伝いとして出演）

阿部叶夢、海老沢恵美、尾形穂菜美、方伊儀まどか、木下真佑、成松美沙、藤江桃子、松浦夏穂、松本和夏
SKE48
- チームS

東李苑、大矢真那、後藤理沙子、竹内舞、都築里佳、二村春香、宮前杏実、矢方美紀、山内鈴蘭
- チームKII

石田安奈、内山命、江籠裕奈、大場美奈、高木由麻奈、高柳明音、日高優月、松村香織
- チームE

市野成美、斉藤真木子、酒井萌衣、佐藤すみれ、須田亜香里、髙寺沙菜、谷真理佳
- 元メンバー

北原侑奈、矢野杏月、佐藤聖羅、出口陽、金子栞、大脇有紗、加藤智子、木下有希子、水埜帆乃香、山田みずほ、岩永亞美、佐藤実絵子、古川愛李、阿比留李帆、梅本まどか、小石公美子、宮澤佐江、山下ゆかり、加藤るみ
NMB48
- チームN

太田夢莉、岸野里香、古賀成美、山尾梨奈、山口夕輝
- チームM

久代梨奈、中野麗来、藤江れいな、松村芽久未
- チームBII

磯佳奈江、市川美織、植田碧麗、大段舞依、川上千尋、木下春奈、日下このみ、内木志
- 元メンバー

山本ひとみ、赤澤萌乃、山岸奈津美、近藤里奈、門脇佳奈子、梅田彩佳、西村愛華
HKT48
- チームH

秋吉優花、穴井千尋、上野遥、岡本尚子、兒玉遥、駒田京伽、坂口理子、指原莉乃、田島芽瑠、田中菜津美、山田麻莉奈、若田部遥
- チームKIV

植木南央、多田愛佳、熊沢世莉奈、下野由貴、冨吉明日香、朝長美桜、深川舞子、渕上舞、宮脇咲良、村重杏奈、本村碧唯、森保まどか
- チームTII

村川緋杏
- 元メンバー

伊藤来笑、梅本泉
NGT48
- チームNIII

荻野由佳、加藤美南、北原里英、西潟茉莉奈、山口真帆
JKT48
- チームJ

ジェシカ・フェランダ、メロディー・ヌランダニ・ラクサニ、ナビラ・ラトナ・アユ・アザリア、タリア・イファンカ・エリサベス
- チームKIII

近野莉菜、デフィ・キナル・プトゥリ、ナディラ・シンディ・ワンタリ
- チームT

仲川遥香、フェニ・フィトゥリヤンティ
※2012年10月までは研究生および昇格メンバーの出演は一度もなかったが、2012年11月1日放送分に初めて研究生が出演する。また、いわゆる選抜常連メンバーの出演も、2012年4月6日出演の横山由依、2012年9月6日出演の高城亜樹・宮澤佐江、2012年9月26日出演（サプライズゲスト）・2013年6月19日出演（番組冒頭ゲスト）の柏木由紀、2013年3月29日出演の須田亜香里、2013年4月18日出演の高柳明音の6名のみである。
※出演するメンバーはAKB48の運営側が決めるが、秋元才加、柏木由紀、高城亜樹、平田梨奈、前田美月、SKE48の須田亜香里、松村香織、古川愛李はそれぞれ本人が番組出演を希望した。

### MC
| 期間      | 期間       | 月曜日           | 火曜日                  | 水曜日           | 木曜日       | 金曜日       |
| --------- | ---------- | ---------------- | ----------------------- | ---------------- | ------------ | ------------ |
| 2012.4.2  | 2013.3.29  | チキチキジョニー | チキチキジョニー        | チキチキジョニー | トップリード | トップリード |
| 2013.4.1  | 2013.4.5   | チキチキジョニー | チキチキジョニー        | 松井咲子         | トップリード | トップリード |
| 2013.4.8  | 2013.11.1  | チキチキジョニー | チキチキジョニー        | 浦野一美         | トップリード | トップリード |
| 2013.11.4 | 2014.5.30  | 中村麻里子       | 中村麻里子              | （不在）         | （不在）     | 中村麻里子   |
| 2014.6.2  | 2014.8.29  | 中村麻里子       | （不在）                | （不在）         | 中村麻里子   | トップリード |
| 2014.9.1  | 2014.10.31 | 中村麻里子       | うしろシティ            | （不在）         | 中村麻里子   | トップリード |
| 2014.11.3 | 2015.4.17  | 中村麻里子       | うしろシティ            | 中村麻里子       | 中村麻里子   | トップリード |
| 2015.4.20 | 2016.1.1   | （不在）         | 中村麻里子 うしろシティ | 中村麻里子       | 中村麻里子   | トップリード |
| 2016.1.4  | 2016.6.30  | （不在）         | 中村麻里子 なすなかにし | 中村麻里子       | 中村麻里子   | トップリード |

※中村は学業やスケジュールの関係で出演しない場合もあった。
※2014年12月17日放送分から2015年1月16日放送分の間、バイトAKBのメンバー2 - 3人が「お手伝い」として出演した。
※チーム8メンバー出演時は、チーム8メンバーの太田奈緒が「見習いMC」という形で出演する事が多く、トップリードが「お手伝い」（MC）として出演する頻度も高かった。
※2015年8月からは、本番組のスピンオフ番組である『あん誰Presents AKB48 チーム8のあんた、ロケ!』初回放送日前日の隔週月曜日には、番宣を兼ねてチーム8メンバーとトップリードがお手伝いとして出演するのが恒例となっていた。

## 放送時間
本放送と再放送はNOTTV1で放送されている。（2015年3月29日まで再放送はNOTTV2でも放送していた。）
- 本放送
  - 月曜日 - 金曜日 17:00 - 18:00

※2012年7月30日 - 8月10日の間は、NOTTV 1がロンドンオリンピック特別編成となる関係で、NOTTV 2での放送（放送時間は同じ）となった。
- 再放送
  - 月曜日 - 金曜日 12:00 - 1300（NOTTV1）
  - 月曜日 - 金曜日 24:00 - 25:00（NOTTV1）
  - 土曜日・日曜日 放送時間は編成上の都合で毎週異なる（NOTTV1）

※月曜日 - 金曜日の再放送は、お昼の再放送は前日放送分（月曜日は前週金曜放送分）、深夜の再放送はその日放送された分、土曜日・日曜日の再放送はその週の放送分を放送。

## シフトタイム配信
- 2012年12月12日から2014年3月26日まで番組内のコーナーである「新チャンスの順番」→「チャンスの順番+」のシフトタイム配信（蓄積型番組配信）が行われていた。
- 配信は毎週水曜の再放送時間帯に、NOTTV加入者の対応端末へ無料で行われ、前週に放送された「新チャンスの順番」を1本にまとめたコンテンツが配信される。

## YouTube配信
- 2013年1月9日から、NOTTVへの加入促進を兼ねて、前週放送分の中から1本が、YouTubeの「AKB48 OFFICIAL Channel!」で一週間限定で配信されている。毎週水曜日更新。
- 2014年4月以降は、シフトタイム配信で行なわれてた「チャンスの順番+」⇒｢新チャンスの順番+｣の配信も、番組冒頭に前週収録分を挿入する形で行なわれる。

## 出来事
2012年
- 4月3日放送分は、爆弾低気圧が関東地方を通過したため、一般観覧が中止となり、無観客状態での放送となった。
- 7月19日放送分では、松井咲子が和賀勇介と共にMCを担当し、いつもはMCを担当する新妻悠太が「ゆうにゃん」としてAKBメンバーの側に入った[10]。松井は2013年4月3日と2013年8月30日放送分でもMCを担当している。
- 7月30日放送分は放送機材の都合で初の収録放送となった。番組内容は、今までの放送の総集編と、小森美果と鈴木紫帆里によるロケ企画（2人の目標であるファッションモデルの体験企画）であった。
- 8月17日 - 8月24日の間は、8月24日 - 8月26日に行われるAKB48の東京ドームコンサート『AKB48 in TOKYO DOME 〜1830mの夢〜』の練習・リハに専念させるために、メンバーは出演しなかったが、8月20日 - 8月23日の4日間はAKB48のOGメンバー（全員、元SDN48メンバー）が出演した[11]。
  - 8月20日：浦野一美
  - 8月21日：浦野一美、駒谷仁美
  - 8月22日：浦野一美、佐藤由加理、野呂佳代
  - 8月23日：浦野一美、大堀恵、佐藤由加理、野呂佳代
- 9月10日は当初昇格メンバー3名の出演が予定されていたが、AKB48運営側の事情で出演キャンセルとなり、急遽、OGメンバーの浦野・佐藤由と小原春香が出演した。
- 9月26日は、当日「AKB48 CAFE&SHOP AKIHABARA」1周年記念イベントで同カフェに来店していた柏木由紀が、急遽、番組前半にサプライズゲストとして出演した。
- 12月17日放送分は、この日TOKYO DOME CITY HALLで開催された「第2回 AKB48紅白対抗歌合戦」のため、AKB48メンバーの出演がなく、OGメンバーの浦野と、チキチキジョニー、トップリード、あん誰P、田辺P、月曜・火曜・木曜の各担当ディレクター、水曜・金曜の構成作家出演で、「2012年スタッフ大反省会」を放送した。MCは浦野とあん誰P。

2013年
- 1月14日放送分は、この日首都圏に降った大雪で交通機関が乱れたため、出演メンバーの松原夏海が放送開始までにカフェにたどり着けず、番組後半からの出演となった。
- 1月30日と2月1日放送分は、「博多遠征スペシャル」として、AKB48 CAFE&SHOP HAKATA（福岡県福岡市中央区大名1丁目）から公開生放送した。
- 3月6日放送分は、「仲谷明香ありがとうSP」として、この日をもってAKB48としての活動を終了する仲谷が、自ら志願して生出演した。仲谷の番組出演時間の関係で、番組開始から約18分間が「仲谷明香壮行会」という形となった。
- 3月11日は、メンバーが東日本大震災復興支援活動（被災地訪問、復興支援特別公演）を行ったため、番組は休止となった。
- 3月25日から29日放送分は、「NOTTV開局一周年記念SP」として、SKE48・NMB48・HKT48のメンバーが毎回1人ゲスト出演した。
- 4月18日放送分は、4月27・28日に日本武道館で開催された「AKB48グループ臨時総会 〜白黒つけようじゃないか!〜」のリハーサルがあるため、AKB48メンバーは出演せず、SKE48とSNH48からメンバーが各2人ずつ出演した。
- 4月29日放送分は、JKT48チームJのメンバー6人が、インドネシアのTV局TRANS 7の番組「JKT48 Missions」の企画で、急遽サプライズゲストとして出演した。なお、本番組への出演は、この日出演交渉を行なって決まった。
- 7月9・10日放送分は、AKBメンバーが5大ドームツアーのリハーサルで出演できないため、福岡県福岡市中央区にあるHKT48劇場から「博多遠征スペシャル」として非公開で放送した。
- 7月15・16・17・18日放送分は、AKBメンバーが5大ドームツアーのリハーサルで出演できないため、SKE48がやってくる!SP「SKE48のあんた、誰だぎゃあ?」を放送した。
- 9月16日放送分は、台風18号が関東地方を通過したために、一般観覧が中止となり、2回目となる無観客状態での放送となった。因みに、この日出演した宮崎美穂は、前回の無観客放送（2012年4月3日放送分）にも出演していた。
- 10月2日放送分は、出演予定だった内田眞由美が体調不良のため、3人での放送となった[12]。また、当日出演した鈴木紫帆里は放送終了後にAKB48劇場で行われた「チームBウェイティング公演」に、体調不良だった高城亜樹のアンダーとして急遽出演した[13]。
- 11月11日放送分は、番組MCの中村麻里子が当日行われた、チームBウェイティング公演出演のため、番組開始47分頃に退場したため、残りの時間は内田眞由美がMCを担当。

2014年
- 2月28日放送分は、出演していた野中美郷が番組エンディングでAKB48からの卒業を発表した。

2016年
- 5月3日に放送1000回を迎え、「千」回にちなんでチーム4ドラフト研究生の千葉恵里が出演した。
- 6月29日放送分は、開始から19時間近くにわたり、『あん誰ファイナル!19時間生放送スペシャル』と題しNOTTV閉局に伴う最期の通常番組として放送された。

2019年
- 番組が終了した日である6月30日に、TBSチャンネル1で特別番組「あん誰 同窓会」が放送され、番組が1日限定で復活した[注 56][14]。当日はAKB48の卒業生18人（加えてVTR出演した3人）や該当メンバーのファン、さらに番組に出演していたお笑い芸人らがTBSのスタジオに集結し、「同窓会」と銘打って1時間50分の生放送番組を敢行した[15]。

## 出演メンバー
表示は出演メンバー → ゲストメンバーの順、50音順、太字は日直。
| 2012年 | 2012年                                        | 2012年                                      | 2012年                                         | 2012年                                             | 2012年                                           |
| 放送週 | 月曜日                                        | 火曜日                                      | 水曜日                                         | 木曜日                                             | 金曜日                                           |
| ------ | --------------------------------------------- | ------------------------------------------- | ---------------------------------------------- | -------------------------------------------------- | ------------------------------------------------ |
| 第1週  | 4月2日 #1                                     | 4月3日 #2                                   | 4月4日 #3                                      | 4月5日 #4                                          | 4月6日 #5                                        |
| 第1週  | 片山陽加、仁藤萌乃 野中美郷、松井咲子         | 佐藤夏希、鈴木紫帆里 中塚智実、宮崎美穂     | 石田晴香、佐藤亜美菜 佐藤すみれ、近野莉菜      | 小林香菜、佐藤夏希 中塚智実、野中美郷              | 中塚智実、仁藤萌乃 松井咲子、横山由依            |
| 第2週  | 4月9日 #6                                     | 4月10日 #7                                  | 4月11日 #8                                     | 4月12日 #9                                         | 4月13日 #10                                      |
| 第2週  | 片山陽加、中田ちさと 仲谷明香、前田亜美       | 片山陽加、鈴木まりや 増田有華、松原夏海     | 大家志津香、倉持明日香 中田ちさと、松原夏海    | 内田眞由美、梅田彩佳 中塚智実、仁藤萌乃            | 内田眞由美、中田ちさと 仲谷明香、野中美郷        |
| 第3週  | 4月16日 #11                                   | 4月17日 #12                                 | 4月18日 #13                                    | 4月19日 #14                                        | 4月20日 #15                                      |
| 第3週  | 小森美果、佐藤亜美菜 鈴木紫帆里、鈴木まりや   | 市川美織、中塚智実 前田亜美、松井咲子       | 石田晴香、小林香菜 佐藤すみれ、佐藤夏希        | 多田愛佳、大家志津香 倉持明日香、中田ちさと        | 小森美果、鈴木紫帆里 近野莉菜、増田有華          |
| 第4週  | 4月23日 #16                                   | 4月24日 #17                                 | 4月25日 #18                                    | 4月26日 #19                                        | 4月27日 #20                                      |
| 第4週  | 梅田彩佳、大家志津香 片山陽加、藤江れいな     | 小林香菜、小森美果 鈴木まりや、近野莉菜     | 大家志津香、仲川遥香 中田ちさと、仲谷明香      | 岩佐美咲、仁藤萌乃 松井咲子、野中美郷              | 石田晴香、内田眞由美 梅田彩佳、藤江れいな        |
| 第5週  | 4月30日 #21                                   | 5月1日 #22                                  | 5月2日 #23                                     | 5月3日 #24                                         | 5月4日 #25                                       |
| 第5週  | 菊地あやか、小森美果 中塚智実、増田有華       | 倉持明日香、中田ちさと 前田亜美、松原夏海   | 内田眞由美、中塚智実 野中美郷、藤江れいな      | 片山陽加、田名部生来 仲川遥香、松井咲子            | 小林香菜、佐藤すみれ 鈴木紫帆里、近野莉菜        |
| 第6週  | 5月7日 #26                                    | 5月8日 #27                                  | 5月9日 #28                                     | 5月10日 #29                                        | 5月11日 #30                                      |
| 第6週  | 片山陽加、中田ちさと 仲谷明香、松原夏海       | 梅田彩佳、田名部生来 中塚智実、野中美郷     | 市川美織、菊地あやか 中村麻里子、松井咲子      | 片山陽加、小森美果 佐藤亜美菜、宮崎美穂            | 石田晴香、鈴木紫帆里 鈴木まりや、近野莉菜        |
| 第7週  | 5月14日 #31                                   | 5月15日 #32                                 | 5月16日 #33                                    | 5月17日 #34                                        | 5月18日 #35                                      |
| 第7週  | 内田眞由美、仁藤萌乃 野中美郷、藤江れいな     | 多田愛佳、大家志津香 仲川遥香、松原夏海     | 佐藤亜美菜、佐藤すみれ 鈴木紫帆里、鈴木まりや  | 中田ちさと、仲谷明香 前田亜美、松井咲子            | 大家志津香、小林香菜 増田有華、松原夏海          |
| 第8週  | 5月21日 #36                                   | 5月22日 #37                                 | 5月23日 #38                                    | 5月24日 #39                                        | 5月25日 #40                                      |
| 第8週  | 岩佐美咲、梅田彩佳 菊地あやか、中塚智実       | 小森美果、佐藤夏希 鈴木紫帆里、近野莉菜     | 岩佐美咲、大家志津香 倉持明日香、松原夏海      | 菊地あやか、中塚智実 仁藤萌乃、松井咲子            | 石田晴香、鈴木まりや 中田ちさと、宮崎美穂        |
| 第9週  | 5月28日 #41                                   | 5月29日 #42                                 | 5月30日 #43                                    | 5月31日 #44                                        | 6月1日 #45                                       |
| 第9週  | 石田晴香、小林香菜 鈴木紫帆里、近野莉菜       | 佐藤夏希、田名部生来 中塚智実、宮崎美穂     | 大家志津香、前田亜美 松井咲子、松原夏海        | 内田眞由美、梅田彩佳 仁藤萌乃、藤江れいな          | 鈴木紫帆里、鈴木まりや 近野莉菜、増田有華        |
| 第10週 | 6月4日 #46                                    | 6月5日 #47                                  | 6月6日                                         | 6月7日 #48                                         | 6月8日 #49                                       |
| 第10週 | 梅田彩佳、片山陽加 中塚智実、松原夏海         | 岩佐美咲、小森美果 仲川遥香、宮崎美穂       | 放送休止                                       | 内田眞由美、田名部生来 中塚智実、野中美郷          | 石田晴香、小林香菜 鈴木紫帆里、近野莉菜          |
| 第11週 | 6月11日 #50                                   | 6月12日 #51                                 | 6月13日 #52                                    | 6月14日 #53                                        | 6月15日 #54                                      |
| 第11週 | 佐藤亜美菜、佐藤夏希 鈴木まりや、増田有華     | 菊地あやか、田名部生来 仁藤萌乃、松井咲子   | 多田愛佳、大家志津香 片山陽加、松原夏海        | 鈴木まりや、仲川遥香 中田ちさと、宮崎美穂          | 内田眞由美、中塚智実 野中美郷、松井咲子          |
| 第12週 | 6月18日 #55                                   | 6月19日 #56                                 | 6月20日 #57                                    | 6月21日 #58                                        | 6月22日 #59                                      |
| 第12週 | 岩佐美咲、片山陽加 倉持明日香、前田亜美       | 梅田彩佳、菊地あやか 田名部生来、藤江れいな | 田野優花、中塚智実 中村麻里子、松井咲子        | 佐藤亜美菜、鈴木まりや 近野莉菜、増田有華          | 内田眞由美、中田ちさと 野中美郷、松原夏海        |
| 第13週 | 6月25日 #60                                   | 6月26日 #61                                 | 6月27日 #62                                    | 6月28日 #63                                        | 6月29日 #64                                      |
| 第13週 | 大家志津香、片山陽加 前田亜美、松原夏海       | 石田晴香、小林香菜 鈴木紫帆里、宮崎美穂     | 佐藤亜美菜、小森美果 近野莉菜、増田有華        | 島田晴香、中田ちさと 中村麻里子、宮崎美穂          | 梅田彩佳、仲谷明香 田名部生来、前田亜美          |
| 第14週 | 7月2日 #65                                    | 7月3日 #66                                  | 7月4日 #67                                     | 7月5日 #68                                         | 7月6日 #69                                       |
| 第14週 | 岩田華怜、片山陽加 倉持明日香、佐藤夏希       | 内田眞由美、菊地あやか 中塚智実、野中美郷   | 石田晴香、鈴木紫帆里 仲川遥香、中田ちさと      | 多田愛佳、片山陽加 仲谷明香、前田亜美              | 鈴木まりや、近野莉菜 増田有華、宮崎美穂          |
| 第15週 | 7月9日 #70                                    | 7月10日 #71                                 | 7月11日 #72                                    | 7月12日 #73                                        | 7月13日 #74                                      |
| 第15週 | 片山陽加、小森美果 佐藤夏希、松原夏海         | 菊地あやか、田名部生来 藤江れいな、松井咲子 | 大家志津香、仲川遥香 中田ちさと、前田亜美      | 内田眞由美、片山陽加 仲谷明香、野中美郷            | 岩佐美咲、中塚智実 松井咲子、松原夏海            |
| 第16週 | 7月16日 #75                                   | 7月17日 #76                                 | 7月18日 #77                                    | 7月19日 #78                                        | 7月20日 #79                                      |
| 第16週 | 内田眞由美、菊地あやか 田名部生来、藤江れいな | 石田晴香、佐藤亜美菜 鈴木紫帆里、宮崎美穂   | 小林香菜、小森美果 佐藤夏希、鈴木まりや        | 片山陽加、仲川遥香 野中美郷、松井咲子              | 岩佐美咲、倉持明日香 前田亜美、松原夏海          |
| 第17週 | 7月23日 #80                                   | 7月24日 #81                                 | 7月25日 #82                                    | 7月26日 #83                                        | 7月27日 #84                                      |
| 第17週 | 石田晴香、佐藤亜美菜 佐藤夏希、鈴木紫帆里     | 多田愛佳、大家志津香 菊地あやか、中塚智実   | 小林香菜、鈴木紫帆里 鈴木まりや、宮崎美穂      | 内田眞由美、梅田彩佳 田名部生来、藤江れいな        | 岩佐美咲、片山陽加 中田ちさと、前田亜美          |
| 第18週 | 7月30日 #85                                   | 7月31日 #86                                 | 8月1日 #87                                     | 8月2日 #88                                         | 8月3日 #89                                       |
| 第18週 | -                                             | 石田晴香、小森美果 中塚智実、野中美郷       | 小林香菜、小森美果 佐藤亜美菜、鈴木紫帆里      | 野中美郷、前田亜美 松井咲子、松原夏海              | 内田眞由美、菊地あやか 鈴木まりや、近野莉菜      |
| 第19週 | 8月6日 #90                                    | 8月7日 #91                                  | 8月8日 #92                                     | 8月9日 #93                                         | 8月10日 #94                                      |
| 第19週 | 片山陽加、小森美果 中田ちさと、宮崎美穂       | 岩佐美咲、片山陽加 島田晴香、仲谷明香       | 大家志津香、菊地あやか 田名部生来、中塚智実    | 内田眞由美、佐藤亜美菜 鈴木紫帆里、藤江れいな      | 田野優花、仲川遥香 中村麻里子、松原夏海          |
| 第20週 | 8月13日 #95                                   | 8月14日 #96                                 | 8月15日 #97                                    | 8月16日 #98                                        | 8月17日 #99                                      |
| 第20週 | 小林香菜、佐藤すみれ 鈴木まりや、宮崎美穂     | 阿部マリア、田野優花 仲俣汐里、中村麻里子   | 中田ちさと、仲谷明香 前田亜美、松原夏海        | 大場美奈、島田晴香 竹内美宥、永尾まりや            | -                                                |
| 第21週 | 8月20日 #100                                  | 8月21日 #101                                | 8月22日 #102                                   | 8月23日 #103                                       | 8月24日 #104                                     |
| 第21週 | 浦野一美                                      | 浦野一美、駒谷仁美                          | 浦野一美、佐藤由加理 野呂佳代                  | 浦野一美、大堀恵 佐藤由加理、野呂佳代              | -                                                |
| 第22週 | 8月27日 #105                                  | 8月28日 #106                                | 8月29日 #107                                   | 8月30日 #108                                       | 8月31日 #109                                     |
| 第22週 | 小森美果、佐藤亜美菜 佐藤すみれ、野中美郷     | 岩佐美咲、大家志津香 片山陽加、仲川遥香     | 内田眞由美、菊地あやか 田名部生来、松原夏海    | 梅田彩佳、多田愛佳 倉持明日香、松井咲子            | 石田晴香、小森美果 佐藤亜美菜、佐藤すみれ        |
| 第23週 | 9月3日 #110                                   | 9月4日 #111                                 | 9月5日 #112                                    | 9月6日 #113                                        | 9月7日 #114                                      |
| 第23週 | 小林香菜、鈴木紫帆里 中塚智実、仁藤萌乃       | 岩佐美咲、大家志津香 中田ちさと、松原夏海   | 仲谷明香、菊地あやか 野中美郷、前田亜美        | 多田愛佳、鈴木まりや 高城亜樹、仲川遥香、 宮澤佐江 | 内田眞由美、片山陽加 倉持明日香、田名部生来      |
| 第24週 | 9月10日 #115                                  | 9月11日 #116                                | 9月12日 #117                                   | 9月13日 #118                                       | 9月14日 #119                                     |
| 第24週 | 浦野一美、小原春香 佐藤由加理                 | 石田晴香、鈴木紫帆里 近野莉菜、宮崎美穂     | 岩佐美咲、多田愛佳 中田ちさと、松原夏海        | 田名部生来、中塚智実 野中美郷、松井咲子            | 小林香菜、小森美果 佐藤亜美菜、佐藤すみれ        |
| 第25週 | 9月17日 #120                                  | 9月18日 #121                                | 9月19日 #122                                   | 9月20日 #123                                       | 9月21日 #124                                     |
| 第25週 | 石田晴香、佐藤亜美菜 鈴木まりや、近野莉菜     | -                                           | 片山陽加、大家志津香 中田ちさと、前田亜美      | 梅田彩佳、菊地あやか 仁藤萌乃、藤江れいな          | 石田晴香、小森美果 鈴木紫帆里、近野莉菜          |
| 第26週 | 9月24日 #125                                  | 9月25日 #126                                | 9月26日 #127                                   | 9月27日 #128                                       | 9月28日 #129                                     |
| 第26週 | 内田眞由美、中田ちさと 仁藤萌乃、松原夏海     | 小森美果、鈴木紫帆里 鈴木まりや、宮崎美穂   | 岩佐美咲、片山陽加 仲川遥香、前田亜美 柏木由紀 | 田名部生来、中塚智実 野中美郷、松井咲子            | 菊地あやか、小森美果 佐藤すみれ、鈴木紫帆里      |
| 第27週 | 10月1日 #130                                  | 10月2日 #131                                | 10月3日 #132                                   | 10月4日 #133                                       | 10月5日 #134                                     |
| 第27週 | 内田眞由美、仁藤萌乃 野中美郷、藤江れいな     | 石田晴香、小林香菜 田名部生来、中塚智実     | 多田愛佳、大家志津香 倉持明日香、松原夏海      | 菊地あやか、鈴木まりや 近野莉菜、松井咲子          | 佐藤亜美菜、佐藤すみれ 佐藤夏希、宮崎美穂        |
| 第28週 | 10月8日 #135                                  | 10月9日 #136                                | 10月10日 #137                                  | 10月11日 #138                                      | 10月12日 #139                                    |
| 第28週 | 多田愛佳、片山陽加 前田亜美、松原夏海         | 岩佐美咲、小森美果 鈴木紫帆里、中田ちさと   | 内田眞由美、田名部生来 仁藤萌乃、野中美郷      | 梅田彩佳、菊地あやか 中塚智実、藤江れいな          | 岩佐美咲、片山陽加 前田亜美、松原夏海            |
| 第29週 | 10月15日 #140                                 | 10月16日 #141                               | 10月17日 #142                                  | 10月18日 #143                                      | 10月19日 #144                                    |
| 第29週 | 大家志津香、倉持明日香 仲川遥香、仲谷明香     | 石田晴香、小林香菜 鈴木まりや、近野莉菜     | 内田眞由美、菊地あやか 仁藤萌乃、松井咲子      | 小森美果、佐藤亜美菜 鈴木紫帆里、宮崎美穂          | 中塚智実、中村麻里子 野中美郷、山内鈴蘭          |
| 第30週 | 10月22日 #145                                 | 10月23日 #146                               | 10月24日 #147                                  | 10月25日 #148                                      | 10月26日 #149                                    |
| 第30週 | 市川美織、大場美奈 加藤玲奈、中村麻里子       | 内田眞由美、小林香菜 佐藤亜美菜、近野莉菜   | 石田晴香、岩佐美咲 小森美果、鈴木まりや        | 田名部生来、中塚智実 藤江れいな、松井咲子          | 阿部マリア、島田晴香 鈴木紫帆里、野中美郷        |
| 第31週 | 10月29日 #150                                 | 10月30日 #151                               | 10月31日 #152                                  | 11月1日 #153                                       | 11月2日 #154                                     |
| 第31週 | 菊地あやか、鈴木まりや 中塚智実、仁藤萌乃     | 石田晴香、小森美果 田名部生来、藤江れいな   | 鈴木まりや、高城亜樹 仲川遥香                  | 相笠萌、大森美優 佐々木優佳里、茂木忍              | 内田眞由美、中田ちさと 前田亜美、松原夏海        |
| 第32週 | 11月5日 #155                                  | 11月6日 #156                                | 11月7日 #157                                   | 11月8日 #158                                       | 11月9日 #159                                     |
| 第32週 | 伊豆田莉奈、菊地あやか 小林茉里奈、中塚智実   | 小林香菜、近野莉菜 野中美郷、宮崎美穂       | 市川美織、大場美奈 片山陽加、野中美郷          | 佐藤すみれ、高橋朱里 松井咲子、森川彩香            | 倉持明日香、島田晴香 鈴木紫帆里、増田有華        |
| 第33週 | 11月12日 #160                                 | 11月13日 #161                               | 11月14日 #162                                  | 11月15日 #163                                      | 11月16日 #164                                    |
| 第33週 | 佐藤亜美菜、仲谷明香 藤田奈那、松原夏海       | 伊豆田莉奈、岩田華怜 高橋朱里、田野優花     | 片山陽加、野中美郷 中村麻里子、名取稚菜        | 石田晴香、市川美織 小嶋菜月、藤江れいな            | 小林香菜、近野莉菜 前田亜美、宮崎美穂 鈴木まりや |
| 第34週 | 11月19日 #165                                 | 11月20日 #166                               | 11月21日 #167                                  | 11月22日 #168                                      | 11月23日 #169                                    |
| 第34週 | 佐藤亜美菜、鈴木紫帆里 中塚智実、松原夏海     | 大場美奈、片山陽加 田名部生来、名取稚菜     | 伊豆田莉奈、小林茉里奈 田野優花、松井咲子      | 大場美奈、小嶋菜月 野中美郷、山内鈴蘭              | 大島涼花、佐藤すみれ 中塚智実、森川彩香          |
| 第35週 | 11月26日 #170                                 | 11月27日 #171                               | 11月28日 #172                                  | 11月29日 #173                                      | 11月30日 #174                                    |
| 第35週 | 伊豆田莉奈、入山杏奈 菊地あやか、中塚智実     | 佐藤亜美菜、鈴木紫帆里 近野莉菜、永尾まりや | 大家志津香、片山陽加 野中美郷、藤江れいな      | 岩田華怜、小林茉里奈 高橋朱里、森川彩香            | 小林香菜、仲谷明香 藤田奈那、宮崎美穂            |
| 第36週 | 12月3日 #175                                  | 12月4日 #176                                | 12月5日 #177                                   | 12月6日 #178                                       | 12月7日 #179                                     |
| 第36週 | 石田晴香、片山陽加 名取稚菜、野中美郷         | 伊豆田莉奈、佐藤すみれ 中塚智実、松井咲子   | 倉持明日香、島田晴香 鈴木紫帆里、近野莉菜      | 市川美織、大場美奈 前田亜美、松原夏海              | 岩田華怜、大島涼花 高橋朱里、藤田奈那            |
| 第37週 | 12月10日 #180                                 | 12月11日 #181                               | 12月12日 #182                                  | 12月13日 #183                                      | 12月14日 #184                                    |
| 第37週 | 市川美織、片山陽加 小嶋菜月、名取稚菜         | 小林香菜、小森美果 近野莉菜、野中美郷       | 伊豆田莉奈、内田眞由美 中田ちさと、松井咲子    | 梅田彩佳、小嶋菜月 田名部生来、中村麻里子          | 大島涼花、高橋朱里 仲俣汐里、平田梨奈            |
| 第38週 | 12月17日 #185                                 | 12月18日 #186                               | 12月19日 #187                                  | 12月20日 #188                                      | 12月21日 #189                                    |
| 第38週 | 浦野一美                                      | 伊豆田莉奈、入山杏奈 佐藤すみれ、名取稚菜   | 阿部マリア、小林香菜 永尾まりや、松原夏海      | 小嶋菜月、小森美果 加藤玲奈、大家志津香            | 岩田華怜、大島涼花 高橋朱里、田野優花            |
| 第39週 | 12月24日 #190                                 | 12月25日 #191                               | 12月26日 #192                                  | 12月27日 #193                                      | 12月28日                                         |
| 第39週 | 佐藤亜美菜、鈴木紫帆里 仲谷明香、松原夏海     | 片山陽加、小森美果 佐藤すみれ、中塚智実     | 田名部生来、野中美郷 藤江れいな、松井咲子      | 大森美優、加藤玲奈 平田梨奈、村山彩希              | 放送休止                                         |

| 2013年 | 2013年                                             | 2013年                                               | 2013年                                                            | 2013年                                                       | 2013年                                             |
| 放送週 | 月曜日                                             | 火曜日                                               | 水曜日                                                            | 木曜日                                                       | 金曜日                                             |
| ------ | -------------------------------------------------- | ---------------------------------------------------- | ----------------------------------------------------------------- | ------------------------------------------------------------ | -------------------------------------------------- |
| 第40週 | 1月7日 #194                                        | 1月8日 #195                                          | 1月9日 #196                                                       | 1月10日 #197                                                 | 1月11日 #198                                       |
| 第40週 | 中塚智実、仁藤萌乃 野中美郷、松井咲子              | 内田眞由美、鈴木紫帆里 近野莉菜、松原夏海            | 大島涼花、小林茉里奈 高橋朱里、森川彩香                           | 伊豆田莉奈、小林茉里奈 中田ちさと、中塚智実                  | 石田晴香、大家志津香 片山陽加、野中美郷            |
| 第41週 | 1月14日 #199                                       | 1月15日 #200                                         | 1月16日 #201                                                      | 1月17日 #202                                                 | 1月18日 #203                                       |
| 第41週 | 小林茉里奈、佐藤亜美菜 近野莉菜、松原夏海          | 伊豆田莉奈、中村麻里子 名取稚菜、森川彩香            | 阿部マリア、島田晴香 藤田奈那、松井咲子                           | 伊豆田莉奈、名取稚菜 野中美郷、森川彩香                      | 岩佐美咲、岡田彩花 前田亜美、武藤十夢              |
| 第42週 | 1月21日 #204                                       | 1月22日 #205                                         | 1月22日 #206                                                      | 1月23日 #207                                                 | 1月24日 #208                                       |
| 第42週 | 石田晴香、梅田彩佳 藤江れいな、中村麻里子          | 阿部マリア、大場美奈 島田晴香、竹内美宥              | 内田眞由美、近野莉菜 中田ちさと、宮崎美穂                         | -                                                            | -                                                  |
| 第43週 | 1月28日 #209                                       | 1月29日 #210                                         | 1月30日 #211                                                      | 1月31日 #212                                                 | 2月1日 #213                                        |
| 第43週 | 阿部マリア、内田眞由美 菊地あやか、藤田奈那        | 小林香菜、佐藤亜美菜 松原夏海                        | 伊豆田莉奈、中塚智実 松井咲子、森川彩香                           | 片山陽加、野中美郷                                           | 片山陽加、中西智代梨 野中美郷、村重杏奈 多田愛佳   |
| 第44週 | 2月4日 #214                                        | 2月5日 #215                                          | 2月6日 #216                                                       | 2月7日 #217                                                  | 2月8日 #218                                        |
| 第44週 | 市川美織、大場美奈 大家志津香、藤江れいな          | 中塚智実、仁藤萌乃 野中美郷、松井咲子                | 倉持明日香、鈴木紫帆里 近野莉菜、中田ちさと                       | 大場美奈、片山陽加 小嶋菜月、名取稚菜                        | 梅田彩佳、大家志津香 佐藤すみれ、中塚智実          |
| 第45週 | 2月11日 #219                                       | 2月12日 #220                                         | 2月13日 #221                                                      | 2月14日 #222                                                 | 2月15日 #223                                       |
| 第45週 | 伊豆田莉奈、小嶋菜月 田名部生来、森川彩香          | 中村麻里子、中塚智実 名取稚菜、仁藤萌乃              | 阿部マリア、内田眞由美 鈴木紫帆里、松原夏海                       | 大場美奈、小森美果 田名部生来、野中美郷                      | 大島涼花、高橋朱里 田野優花、松井咲子              |
| 第46週 | 2月18日 #224                                       | 2月19日 #225                                         | 2月20日 #226                                                      | 2月21日 #227                                                 | 2月22日 #228                                       |
| 第46週 | 島田晴香、中村麻里子 永尾まりや、名取稚菜          | 大場美奈、大家志津香 小嶋菜月、田名部生来            | 入山杏奈、川栄李奈 中塚智実、松井咲子                             | 阿部マリア、仲谷明香 前田亜美、松原夏海                      | 伊豆田莉奈、菊地あやか 佐藤すみれ、田野優花        |
| 第47週 | 2月25日 #229                                       | 2月26日 #230                                         | 2月27日 #231                                                      | 2月28日 #232                                                 | 3月1日 #233                                        |
| 第47週 | 阿部マリア、小林香菜 佐藤亜美菜、近野莉菜          | 岩佐美咲、中村麻里子 名取稚菜、野中美郷 松村香織     | 小嶋菜月、近野莉菜 藤田奈那、宮崎美穂                             | 大家志津香、菊地あやか 中塚智実、松井咲子                    | 中田ちさと、前田亜美 松原夏海、武藤十夢            |
| 第48週 | 3月4日 #234                                        | 3月5日 #235                                          | 3月6日 #236                                                       | 3月7日 #237                                                  | 3月8日 #238                                        |
| 第48週 | 倉持明日香、鈴木紫帆里 近野莉菜、中塚智実          | 梅田彩佳、大家志津香 小森美果、野中美郷 近野莉菜     | 伊豆田莉奈、菊地あやか 佐藤すみれ、松井咲子 仲谷明香              | 内田眞由美、小林香菜 藤田奈那、松原夏海                      | 小嶋菜月、名取稚菜 野中美郷、山内鈴蘭              |
| 第49週 | 3月11日                                            | 3月12日 #239                                         | 3月13日 #240                                                      | 3月14日 #241                                                 | 3月15日 #242                                       |
| 第49週 | 放送休止                                           | 鈴木紫帆里、中村麻里子 野中美郷、藤江れいな          | 佐藤亜美菜、島田晴香 近野莉菜、中田ちさと                         | 伊豆田莉奈、岩田華怜 中塚智実、松井咲子                      | 大場美奈、小嶋菜月 竹内美宥、山内鈴蘭              |
| 第50週 | 3月18日 #243                                       | 3月19日 #244                                         | 3月20日 #245                                                      | 3月21日 #246                                                 | 3月22日 #247                                       |
| 第50週 | 伊豆田莉奈、田野優花 中塚智実、森川彩香            | 倉持明日香、小林香菜 鈴木紫帆里、松原夏海            | 岩佐美咲、中村麻里子 名取稚菜、野中美郷                           | 大家志津香、小森美果 藤江れいな、山内鈴蘭                    | 岩立沙穂、大森美優 佐々木優佳里、平田梨奈          |
| 第51週 | 3月25日 #248                                       | 3月26日 #249                                         | 3月27日 #250                                                      | 3月28日 #251                                                 | 3月29日 #252                                       |
| 第51週 | 内田眞由美、島田晴香 中田ちさと、松原夏海 村重杏奈 | 佐藤亜美菜、永尾まりや 藤田奈那、前田亜美 山本ひとみ | 岩立沙穂、篠崎彩奈 高島祐利奈、村山彩希 松村香織                  | 伊豆田莉奈、大島涼花 佐藤すみれ、松井咲子 赤澤萌乃           | 片山陽加、鈴木紫帆里 近野莉菜、野中美郷 須田亜香里 |
| 第52週 | 4月1日 #253                                        | 4月2日 #254                                          | 4月3日 #255                                                       | 4月4日 #256                                                  | 4月5日 #257                                        |
| 第52週 | 島田晴香、鈴木紫帆里 宮崎美穂、松原夏海            | 伊豆田莉奈、佐藤すみれ 高橋朱里、田野優花            | 伊豆田莉奈、小林茉里奈 仁藤萌乃、松井咲子                         | 秋元才加、倉持明日香 小林香菜、松原夏海 鈴木まりや、仲川遥香 | 内田眞由美、佐藤亜美菜 近野莉菜、藤田奈那          |
| 第53週 | 4月8日 #258                                        | 4月9日 #259                                          | 4月10日 #260                                                      | 4月11日 #261                                                 | 4月12日 #262                                       |
| 第53週 | 大家志津香、田名部生来 中村麻里子、野中美郷        | 岩佐美咲、片山陽加 松原夏海、宮崎美穂                | 阿部マリア、伊豆田莉奈 入山杏奈、高橋朱里                         | 佐藤亜美菜、近野莉菜 松井咲子、松原夏海                      | 内田眞由美、小林香菜 中田ちさと、宮崎美穂          |
| 第54週 | 4月15日 #263                                       | 4月16日 #264                                         | 4月17日 #265                                                      | 4月18日 #266                                                 | 4月19日 #267                                       |
| 第54週 | 小林香菜、鈴木紫帆里 近野莉菜、藤田奈那            | 阿部マリア、島田晴香 宮崎美穂、前田亜美              | 伊豆田莉奈、佐藤すみれ 田野優花、松井咲子                         | 佐藤実絵子、鈴木まりや 高柳明音、宮澤佐江                    | 鈴木紫帆里、近野莉菜 中田ちさと、藤田奈那          |
| 第55週 | 4月22日 #268                                       | 4月23日 #269                                         | 4月24日 #270                                                      | 4月25日 #271                                                 | 4月26日 #272                                       |
| 第55週 | 入山杏奈、川栄李奈 菊地あやか、高橋朱里            | 市川美織、石田晴香 片山陽加、小森美果                | -                                                                 | 大家志津香、佐藤亜美菜 佐藤すみれ、松原夏海                  | 中塚智実、仁藤萌乃 野中美郷、松井咲子              |
| 第56週 | 4月29日 #273                                       | 4月30日 #274                                         | 5月1日 #275                                                       | 5月2日 #276                                                  | 5月3日 #277                                        |
| 第56週 | 小林香菜、佐藤亜美菜 鈴木紫帆里、鈴木まりや JKT48  | 市川美織、大場美奈 大家志津香、片山陽加              | 伊豆田莉奈、岩田華怜 大島涼花、田野優花                           | 佐藤亜美菜、鈴木紫帆里 前田亜美                              | 大森美優、佐々木優佳里 鈴木まりや、平田梨奈        |
| 第57週 | 5月6日 #278                                        | 5月7日 #279                                          | 5月8日 #280                                                       | 5月9日 #281                                                  | 5月10日 #282                                       |
| 第57週 | 大場美奈、竹内美宥 名取稚菜、山内鈴蘭              | 岩佐美咲、鈴木紫帆里 野中美郷、藤田奈那              | 伊豆田莉奈、高橋朱里 中塚智実、松井咲子                           | 菊地あやか、小林茉里奈 田野優花、森川彩香                    | 石田晴香、梅田彩佳 小森美果、野中美郷              |
| 第58週 | 5月13日 #283                                       | 5月14日 #284                                         | 5月15日 #285                                                      | 5月16日 #286                                                 | 5月17日 #287                                       |
| 第58週 | 入山杏奈、佐藤すみれ 田野優花、松井咲子            | 小林香菜、鈴木紫帆里 藤田奈那、前田亜美              | 伊豆田莉奈、岩佐美咲 片山陽加、野中美郷                           | 市川美織、島田晴香 鈴木紫帆里、名取稚菜                      | 大家志津香、鈴木紫帆里 松原夏海、宮崎美穂          |
| 第59週 | 5月20日 #288                                       | 5月21日 #289                                         | 5月22日 #290                                                      | 5月23日 #291                                                 | 5月24日 #292                                       |
| 第59週 | 田名部生来、中田ちさと 永尾まりや、藤江れいな      | 小林香菜、佐藤亜美菜 近野莉菜、前田亜美              | 伊豆田莉奈、島田晴香 高橋朱里、田野優花                           | 佐藤亜美菜、鈴木紫帆里 藤田奈那、松原夏海                    | 伊豆田莉奈、菊地あやか 中塚智実、森川彩香          |
| 第60週 | 5月27日 #293                                       | 5月28日 #294                                         | 5月29日 #295                                                      | 5月30日 #296                                                 | 5月31日 #297                                       |
| 第60週 | 石田晴香、片山陽加 名取稚菜、野中美郷              | 大家志津香、小森美果 松原夏海、山内鈴蘭              | 岩田華怜、大島涼花 島田晴香、森川彩香                             | 島田晴香、近野莉菜 中田ちさと、藤田奈那                      | 内田眞由美、佐藤亜美菜 前田亜美、宮崎美穂          |
| 第61週 | 6月3日 #298                                        | 6月4日 #299                                          | 6月5日 #300                                                       | 6月6日 #301                                                  | 6月7日 #302                                        |
| 第61週 | 小林香菜、鈴木紫帆里 中田ちさと、藤田奈那          | 伊豆田莉奈、岩田華怜 菊地あやか、中塚智実            | -                                                                 | -                                                            | -                                                  |
| 第62週 | 6月10日 #303                                       | 6月11日 #304                                         | 6月12日 #305                                                      | 6月13日 #306                                                 | 6月14日 #307                                       |
| 第62週 | 佐藤亜美菜、佐藤すみれ 田野優花、松井咲子          | 大家志津香、田名部生来 中塚智実、野中美郷            | 伊豆田莉奈、佐々木優佳里 鈴木まりや、森川彩香                     | 片山陽加、近野莉菜 中田ちさと、藤江れいな                    | 岩佐美咲、大森美優 田名部生来、野中美郷            |
| 第63週 | 6月17日 #308                                       | 6月18日 #309                                         | 6月19日 #310                                                      | 6月20日 #311                                                 | 6月21日 #312                                       |
| 第63週 | 伊豆田莉奈、近野莉菜 松井咲子、森川彩香            | 大家志津香、片山陽加 名取稚菜、野中美郷              | 倉持明日香、島田晴香 永尾まりや、前田亜美 柏木由紀                | 伊豆田莉奈、川栄李奈 菊地あやか、高橋朱里                    | 入山杏奈、加藤玲奈 田野優花、山内鈴蘭              |
| 第64週 | 6月24日 #313                                       | 6月25日 #314                                         | 6月26日 #315                                                      | 6月27日 #316                                                 | 6月21日 #317                                       |
| 第64週 | 鈴木紫帆里、永尾まりや 藤田奈那、宮崎美穂          | 内田眞由美、小林香菜 佐藤亜美菜、近野莉菜            | 伊豆田莉奈、佐藤すみれ 鈴木まりや、高橋朱里                       | 田名部生来、中田ちさと 名取稚菜、宮崎美穂                    | 伊豆田莉奈、石田晴香 大家志津香、鈴木まりや        |
| 第65週 | 7月1日 #318                                        | 7月2日 #319                                          | 7月3日 #320                                                       | 7月4日 #321                                                  | 7月5日 #322                                        |
| 第65週 | 鈴木紫帆里、佐藤亜美菜 近野莉菜、中田ちさと        | 大家志津香、田名部生来 名取稚菜、野中美郷            | 伊豆田莉奈、岩田華怜 高橋朱里、田野優花                           | 石田晴香、伊豆田莉奈 鈴木まりや、野中美郷                    | 岩佐美咲、片山陽加 藤江れいな、山内鈴蘭            |
| 第66週 | 7月8日 #323                                        | 7月9日 #324                                          | 7月10日 #325                                                      | 7月11日 #326                                                 | 7月12日 #327                                       |
| 第66週 | 伊豆田莉奈、岩佐美咲 鈴木まりや、田名部生来        | 多田愛佳、兒玉遥 中西智代梨、村重杏奈                | HKT48                                                             | 入山杏奈、梅田綾乃 川栄李奈、岡田彩花                        | 岩佐美咲、大家志津香 片山陽加、野中美郷            |
| 第67週 | 7月15日 #328                                       | 7月16日 #329                                         | 7月17日 #330                                                      | 7月18日 #331                                                 | 7月19日 #332                                       |
| 第67週 | 内山命、加藤るみ 佐藤実絵子、二村春香              | 阿比留李帆、後藤理沙子 都築里佳、宮前杏実            | 江籠裕奈、佐藤聖羅 出口陽、水埜帆乃香                             | 大脇有紗、北原侑奈 矢野杏月、山田みずほ                      | -                                                  |
| 第68週 | 7月22日 #333                                       | 7月23日 #334                                         | 7月24日 #335                                                      | 7月25日 #336                                                 | 7月26日 #337                                       |
| 第68週 | 市川美織、片山陽加 島田晴香、藤田奈那              | 岩佐美咲、鈴木紫帆里 野中美郷、前田亜美              | 石田晴香、岩田華怜 佐藤亜美菜、中村麻里子                         | 大森美優、小林茉里奈 佐々木優佳里、名取稚菜                  | 倉持明日香、小林香菜 近野莉菜、宮崎美穂            |
| 第69週 | 7月29日 #338                                       | 7月30日 #339                                         | 7月31日 #340                                                      | 8月1日 #341                                                  | 8月2日 #342                                        |
| 第69週 | 古賀成美、近藤里奈 西村愛華、山口夕輝              | 門脇佳奈子、木下春奈 近藤里奈、西村愛華              | 門脇佳奈子、岸野里香 木下春奈、山岸奈津美                         | 高橋朱里、鈴木紫帆里 仲俣汐里、藤田奈那                      | 伊豆田莉奈、田野優花 藤田奈那、武藤十夢            |
| 第70週 | 8月5日 #343                                        | 8月6日 #344                                          | 8月7日 #345                                                       | 8月8日 #346                                                  | 8月9日 #347                                        |
| 第70週 | 大森美優、佐々木優佳里 高橋朱里、名取稚菜          | 内山命、加藤るみ 竹内舞、山下ゆかり                  | 市野成美、加藤智子 後藤理沙子、酒井萌衣                           | 東李苑、岩永亞美 江籠裕奈、二村春香                          | 大森美優、小嶋菜月 中村麻里子、名取稚菜            |
| 第71週 | 8月12日 #348                                       | 8月13日 #349                                         | 8月14日 #350                                                      | 8月15日 #351                                                 | 8月16日 #352                                       |
| 第71週 | 倉持明日香、平田梨奈 藤田奈那、前田亜美            | 伊豆田莉奈、岩田華怜 佐々木優佳里、森川彩香          | 下野由貴、田中菜津美 中西智代梨、若田部遥                         | 植木南央、田中菜津美 中西智代梨、若田部遥                    | 植木南央、熊沢世莉奈 田中菜津美、中西智代梨        |
| 第72週 | 8月19日 #158                                       | 8月20日 #161                                         | 8月21日 #184                                                      | 8月22日 #268                                                 | 8月23日 #311                                       |
| 第72週 | -                                                  | -                                                    | -                                                                 | -                                                            | -                                                  |
| 第73週 | 8月26日 #353                                       | 8月27日 #354                                         | 8月28日 #355                                                      | 8月29日 #356                                                 | 8月30日 #357                                       |
| 第73週 | 大森美優、名取稚菜 平田梨奈、藤田奈那              | 梅田彩佳、大家志津香 田名部生来、野中美郷            | 伊豆田莉奈、小林茉里奈 佐々木優佳里、森川彩香                     | 小林香菜、鈴木紫帆里 近野莉菜、武藤十夢                      | 菊地あやか、中村麻里子 松井咲子、山内鈴蘭          |
| 第74週 | 9月2日 #358                                        | 9月3日 #359                                          | 9月4日 #360                                                       | 9月5日 #361                                                  | 9月6日 #362                                        |
| 第74週 | 内田眞由美、平田梨奈 藤田奈那、宮崎美穂            | 岩田華怜、大島涼花 高橋朱里、田野優花                | 石田晴香、岩佐美咲 野中美郷、藤江れいな 兒玉遥、谷真理佳 宮脇咲良 | 加藤玲奈、島田晴香 永尾まりや、山内鈴蘭                      | 伊豆田莉奈、岩田華怜 佐藤すみれ、松井咲子          |
| 第75週 | 9月9日 #363                                        | 9月10日 #364                                         | 9月11日 #365                                                      | 9月12日 #366                                                 | 9月13日 #367                                       |
| 第75週 | 阿部マリア、加藤玲奈 永尾まりや、平田梨奈          | 佐々木優佳里、鈴木まりや 松井咲子、森川彩香          | 小林香菜、島田晴香 鈴木紫帆里、近野莉菜                           | 伊豆田莉奈、大島涼花 田野優花、松井咲子                      | 中村麻里子、名取稚菜 野中美郷、山内鈴蘭            |
| 第76週 | 9月16日 #368                                       | 9月17日 #369                                         | 9月18日 #370                                                      | 9月19日 #371                                                 | 9月20日 #372                                       |
| 第76週 | 内田眞由美、小嶋菜月 名取稚菜、宮崎美穂            | 菊地あやか、佐々木優佳里 田野優花、森川彩香          | 加藤智子、金子栞 出口陽、松村香織                                 | 大家志津香、田名部生来 中村麻里子、名取稚菜                  | 島田晴香、近野莉菜 平田梨奈、藤田奈那              |
| 第77週 | 9月23日 #373                                       | 9月24日 #374                                         | 9月25日 #375                                                      | 9月26日 #376                                                 | 9月27日 #377                                       |
| 第77週 | 相笠萌、梅田綾乃 前田美月、茂木忍                  | 内田眞由美、小林香菜 平田梨奈、藤田奈那              | 梅田彩佳、大家志津香 野中美郷、平田梨奈                           | 島田晴香、高橋朱里 永尾まりや、山内鈴蘭                      | 伊豆田莉奈、佐藤すみれ 松井咲子、森川彩香          |
| 第78週 | 9月30日 #378                                       | 10月1日 #379                                         | 10月2日 #380                                                      | 10月3日 #381                                                 | 10月4日 #382                                       |
| 第78週 | 片山陽加、中田ちさと 中村麻里子、藤田奈那          | 石田晴香、大家志津香 田名部生来、野中美郷            | 伊豆田莉奈、大島涼花 菊地あやか、鈴木まりや                       | 鈴木紫帆里、前田亜美 小林香菜                                | 岩佐美咲、片山陽加 名取稚菜、山内鈴蘭              |
| 第79週 | 10月7日 #383                                       | 10月8日 #384                                         | 10月9日 #385                                                      | 10月10日 #386                                                | 10月11日 #387                                      |
| 第79週 | 伊豆田莉奈、大島涼花 高橋朱里、田野優花            | 阿部マリア、鈴木紫帆里 永尾まりや、宮崎美穂          | 石田晴香、大森美優 田名部生来、野中美郷                           | 小林香菜、近野莉菜 藤田奈那、前田亜美                        | 内田眞由美、片山陽加 中田ちさと、平田梨奈          |
| 第80週 | 10月14日 #388                                      | 10月15日 #389                                        | 10月16日 #390                                                     | 10月17日 #391                                                | 10月18日 #392                                      |
| 第80週 | 大家志津香、竹内美宥 名取稚菜、藤江れいな          | 内田眞由美、小林香菜 近野莉菜、前田亜美              | 阿部マリア、鈴木紫帆里 野澤玲奈、藤田奈那                         | 伊豆田莉奈、大島涼花 加藤玲奈、森川彩香                      | 岩田華怜、大森美優 高橋朱里、田野優花              |
| 第81週 | 10月21日 #393                                      | 10月22日 #394                                        | 10月23日 #395                                                     | 10月24日 #396                                                | 10月25日 #397                                      |
| 第81週 | 小林香菜、近野莉菜 中田ちさと、平田梨奈            | 片山陽加、田名部生来 名取稚菜、山内鈴蘭              | 阿部マリア、市川美織 加藤玲奈、藤田奈那                           | 岩田華怜、大島涼花 高橋朱里、森川彩香                        | 岩佐美咲、大森美優 片山陽加、佐々木優佳里          |
| 第82週 | 10月28日 #398                                      | 10月29日 #399                                        | 10月30日 #400                                                     | 10月31日 #401                                                | 11月1日 #402                                       |
| 第82週 | 伊豆田莉奈、菊地あやか 佐々木優佳里、宮崎美穂      | 大森美優、大家志津香 加藤玲奈、名取稚菜              | 石田晴香、田名部生来 野中美郷、松井咲子                           | 大島涼花、高橋朱里 田野優花、森川彩香                        | 大家志津香、片山陽加 佐藤すみれ、中村麻里子        |
| 第83週 | 11月4日 #403                                       | 11月5日 #404                                         | 11月6日 #405                                                      | 11月7日 #406                                                 | 11月8日 #407                                       |
| 第83週 | 大森美優、名取稚菜 森川彩香、松井咲子              | 石田晴香、竹内美宥 田名部生来、野中美郷              | 阿部マリア、伊豆田莉奈 竹内美宥、藤田奈那                         | 内田眞由美、小林香菜 近野莉菜、前田亜美                      | 大島涼花、加藤玲奈 高橋朱里、田野優花              |
| 第84週 | 11月11日 #408                                      | 11月12日 #409                                        | 11月13日 #410                                                     | 11月14日 #411                                                | 11月15日 #412                                      |
| 第84週 | 内田眞由美、小林香菜 近野莉菜、中田ちさと          | 大森美優、片山陽加 竹内美宥、名取稚菜                | 伊豆田莉奈、岩田華怜 佐藤すみれ、森川彩香                         | 阿部マリア、島田晴香 藤田奈那、前田亜美                      | 入山杏奈、加藤玲奈 田名部生来、野中美郷            |
| 第85週 | 11月18日 #413                                      | 11月19日 #414                                        | 11月20日 #415                                                     | 11月21日 #416                                                | 11月22日 #417                                      |
| 第85週 | 加藤玲奈、竹内美宥 名取稚菜、藤田奈那              | 倉持明日香、小林香菜 中田ちさと、宮崎美穂            | 伊豆田莉奈、大島涼花 佐藤すみれ、高橋朱里                         | 梅田彩佳、片山陽加 田名部生来、野中美郷                      | 佐々木優佳里、名取稚菜 森川彩香、山内鈴蘭          |
| 第86週 | 11月25日 #418                                      | 11月26日 #419                                        | 11月27日 #420                                                     | 11月28日 #421                                                | 11月29日 #422                                      |
| 第86週 | 阿部マリア、名取稚菜 藤田奈那、山内鈴蘭            | 内田眞由美、鈴木紫帆里 平田梨奈、前田亜美            | 石田晴香、大森美優 片山陽加、野中美郷                             | 岩田華怜、高橋朱里 田野優花、森川彩香                        | 小林香菜、中田ちさと 野澤玲奈、宮崎美穂            |
| 第87週 | 12月2日 #423                                       | 12月3日 #424                                         | 12月4日 #425                                                      | 12月5日 #426                                                 | 12月6日 #427                                       |
| 第87週 | 大家志津香、佐々木優佳里 田野優花、名取稚菜        | 伊豆田莉奈、鈴木紫帆里 前田亜美、森川彩香            | 佐藤すみれ、島田晴香 宮崎美穂、山内鈴蘭                           | 岩佐美咲、片山陽加 田名部生来、藤江れいな                    | 阿部マリア、市川美織 加藤玲奈、藤田奈那            |
| 第88週 | 12月9日 #428                                       | 12月10日 #429                                        | 12月11日 #430                                                     | 12月12日 #431                                                | 12月13日 #432                                      |
| 第88週 | 内田眞由美、田名部生来 近野莉菜、藤江れいな        | 鈴木紫帆里、永尾まりや 前田亜美、松井咲子            | 伊豆田莉奈、小林香菜 高橋朱里、野中美郷                           | 市川美織、加藤玲奈 竹内美宥、田野優花                        | 岩佐美咲、片山陽加 島田晴香、中田ちさと            |
| 第89週 | 12月16日 #433                                      | 12月17日 #434                                        | 12月18日 #435                                                     | 12月19日 #436                                                | 12月20日 #437                                      |
| 第89週 | 市川美織、大場美奈 佐々木優佳里、藤江れいな        | -                                                    | 内田眞由美、小林香菜 鈴木紫帆里、宮崎美穂                         | 佐藤すみれ、鈴木まりや 近野莉菜、前田亜美                    | 伊豆田莉奈、片山陽加 名取稚菜、森川彩香            |
| 第90週 | 12月23日 #438                                      | 12月24日 #439                                        | 12月25日 #440                                                     | 12月26日 #441                                                | 12月27日 #442                                      |
| 第90週 | 伊豆田莉奈、小林茉里奈 佐々木優佳里、松井咲子      | 岩佐美咲、梅田彩佳 竹内美宥、田名部生来              | 加藤玲奈、高橋朱里 田野優花、森川彩香                             | 大和田南那、込山榛香 向井地美音、湯本亜美                    | 岩田華怜、大島涼花 平田梨奈、大森美優              |

| 2014年  | 2014年                                                                        | 2014年                                               | 2014年                                           | 2014年                                             | 2014年                                             |
| 放送週  | 月曜日                                                                        | 火曜日                                               | 水曜日                                           | 木曜日                                             | 金曜日                                             |
| ------- | ----------------------------------------------------------------------------- | ---------------------------------------------------- | ------------------------------------------------ | -------------------------------------------------- | -------------------------------------------------- |
| 第91週  | 1月6日 #443                                                                   | 1月7日 #444                                          | 1月8日 #445                                      | 1月9日 #446                                        | 1月10日 #447                                       |
| 第91週  | 鈴木まりや、近野莉菜 中田ちさと、松井咲子                                     | 阿部マリア、大場美奈 島田晴香、名取稚菜              | 伊豆田莉奈、大島涼花 高橋朱里、田野優花          | 平田梨奈、藤田奈那 前田亜美、宮崎美穂              | 石田晴香、岩田華怜 佐藤亜美菜、佐藤すみれ          |
| 第92週  | 1月13日 #448                                                                  | 1月14日 #449                                         | 1月15日 #450                                     | 1月16日 #451                                       | 1月17日 #452                                       |
| 第92週  | 伊豆田莉奈、小嶋菜月 佐々木優佳里、山内鈴蘭                                   | 島田晴香、鈴木紫帆里 藤田奈那、宮崎美穂              | 市川美織、高橋朱里 竹内美宥、名取稚菜            | 篠崎彩奈、高島祐利奈 村山彩希、茂木忍              | 鈴木まりや、近野莉菜 前田亜美、松井咲子            |
| 第93週  | 1月20日 #453                                                                  | 1月21日 #454                                         | 1月22日 #455                                     | 1月23日 #456                                       | 1月24日 #457                                       |
| 第93週  | 阿部マリア、近野莉菜 野澤玲奈、平田梨奈                                       | 菊地あやか、佐藤すみれ 前田亜美、松井咲子            | 岡田彩花、北澤早紀 橋本耀、前田美月              | -                                                  | -                                                  |
| 第94週  | 1月27日 #458                                                                  | 1月28日 #459                                         | 1月29日 #460                                     | 1月30日 #461                                       | 1月31日 #462                                       |
| 第94週  | 相笠萌、大島涼花 小嶋菜月、藤田奈那                                           | 阿部マリア、島田晴香 高橋朱里、田野優花              | 伊豆田莉奈、岩田華怜 大森美優、森川彩香          | 鈴木紫帆里、野澤玲奈 平田梨奈、前田亜美            | 岡田奈々、西野未姫 橋本耀、前田美月                |
| 第95週  | 2月3日 #463                                                                   | 2月4日 #464                                          | 2月5日 #465                                      | 2月6日 #466                                        | 2月7日 #467                                        |
| 第95週  | 佐々木優佳里、高橋朱里 松井咲子、森川彩香                                     | 市川美織、大家志津香 小嶋菜月、山内鈴蘭              | 岩田華怜、大島涼花 大森美優、名取稚菜            | 岩立沙穂、内山奈月 梅田綾乃、岡田彩花              | 大場美奈、片山陽加 竹内美宥、田名部生来            |
| 第96週  | 2月10日 #468                                                                  | 2月11日 #469                                         | 2月12日 #470                                     | 2月13日 #471                                       | 2月14日 #472                                       |
| 第96週  | 相笠萌、岩立沙穂 大島涼花、森川彩香                                           | 大森美優、島田晴香 鈴木紫帆里、竹内美宥              | 伊豆田莉奈、佐藤すみれ 田野優花、山内鈴蘭        | 岩佐美咲、片山陽加 野中美郷、藤江れいな            | 小嶋菜月、佐々木優佳里 松井咲子、森川彩香          |
| 第97週  | 2月17日 #473                                                                  | 2月18日 #474                                         | 2月19日 #475                                     | 2月20日 #476                                       | 2月21日 #477                                       |
| 第97週  | 伊豆田莉奈、岩田華怜 高橋朱里、森川彩香                                       | 平田梨奈、藤田奈那 前田亜美、宮崎美穂                | 岡田彩花、篠崎彩奈 高島祐利奈、村山彩希          | 大島涼花、加藤玲奈 竹内美宥、田野優花              | 名取稚菜、野中美郷 松井咲子、山内鈴蘭              |
| 第98週  | 2月24日 #478                                                                  | 2月25日 #479                                         | 2月26日 #480                                     | 2月27日 #481                                       | 2月28日 #482                                       |
| 第98週  | -                                                                             | 伊豆田莉奈、大家志津香 片山陽加、鈴木まりや          | 岩立沙穂、高島祐利奈 橋本耀、村山彩希            | 伊豆田莉奈、大島涼花 岡田彩花、茂木忍              | 小嶋菜月、鈴木紫帆里 野中美郷、松井咲子            |
| 第99週  | 3月3日 #483                                                                   | 3月4日 #484                                          | 3月5日 #485                                      | 3月6日 #486                                        | 3月7日 #487                                        |
| 第99週  | 岩佐美咲、大島涼花 大森美優、大家志津香                                       | 伊豆田莉奈、竹内美宥 藤江れいな、松井咲子            | 梅田綾乃、北澤早紀 前田美月、茂木忍              | 島田晴香、永尾まりや 武藤十夢、山内鈴蘭            | 相笠萌、岩立沙穂 佐々木優佳里、田野優花            |
| 第100週 | 3月10日 #488                                                                  | 3月11日                                              | 3月12日 #489                                     | 3月13日 #490                                       | 3月14日 #491                                       |
| 第100週 | 篠崎彩奈、高島祐利奈 橋本耀、前田美月                                         | 放送休止                                             | 伊豆田莉奈、岩佐美咲 小嶋菜月、名取稚菜          | 島田晴香、近野莉菜 中田ちさと、藤田奈那            | 内山奈月、小林茉里奈 佐々木優佳里、松井咲子        |
| 第101週 | 3月17日 #492                                                                  | 3月18日 #493                                         | 3月19日 #494                                     | 3月20日 #495                                       | 3月21日 #496                                       |
| 第101週 | 鈴木まりや、近野莉菜 中田ちさと、藤田奈那                                     | 岩立沙穂、佐々木優佳里 茂木忍、森川彩香              | 大森美優、片山陽加 小林茉里奈、名取稚菜          | 大川莉央、込山榛香 達家真姫宝、土保瑞希            | 市川愛美、佐藤妃星 達家真姫宝、福岡聖菜            |
| 第102週 | 3月24日                                                                       | 3月25日                                              | 3月26日 #497                                     | 3月27日 #498                                       | 3月28日 #499                                       |
| 第102週 | 放送休止                                                                      | 放送休止                                             | -                                                | -                                                  | -                                                  |
| 第103週 | 3月31日 #500                                                                  | 4月1日                                               | 4月2日                                           | 4月3日                                             | 4月4日                                             |
| 第103週 | -                                                                             | 放送休止                                             | 放送休止                                         | 放送休止                                           | 放送休止                                           |
| 第104週 | 4月7日 #501                                                                   | 4月8日 #502                                          | 4月9日 #503                                      | 4月10日 #504                                       | 4月11日 #505                                       |
| 第104週 | 伊豆田莉奈、大島涼花 小嶋菜月、野中美郷                                       | 岩田華怜、菊地あやか 佐藤すみれ、松井咲子 伊豆田莉奈 | 中田ちさと、平田梨奈 藤田奈那、前田亜美          | 大森美優、佐々木優佳里 鈴木まりや、近野莉菜        | 相笠萌、小嶋菜月 名取稚菜、野中美郷                |
| 第105週 | 4月14日 #506                                                                  | 4月15日 #507                                         | 4月16日 #508                                     | 4月17日 #509                                       | 4月18日 #510                                       |
| 第105週 | 阿部マリア、菊地あやか 田野優花、近野莉菜                                     | 岩佐美咲、佐々木優佳里 名取稚菜、野中美郷            | 相笠萌、鈴木まりや 田野優花、橋本耀              | 伊豆田莉奈、近野莉菜 森川彩香、菊地あやか          | 石田晴香、大家志津香 田名部生来、名取稚菜          |
| 第106週 | 4月21日 #511                                                                  | 4月22日 #512                                         | 4月23日 #513                                     | 4月24日 #514                                       | 4月25日 #515                                       |
| 第106週 | 石田晴香、島田晴香 藤田奈那、野中美郷                                         | 伊豆田莉奈、大島涼花 平田梨奈、福岡聖菜              | 鈴木まりや、田野優花 近野莉菜、宮崎美穂          | -                                                  | 佐々木優佳里、前田美月 向井地美音、村山彩希        |
| 第107週 | 4月28日 #516                                                                  | 4月29日 #517                                         | 4月30日 #518                                     | 5月1日 #519                                        | 5月2日 #520                                        |
| 第107週 | 加藤玲奈、小嶋菜月 田野優花、藤田奈那                                         | 片山陽加、達家真姫宝 西山怜那、横島亜衿              | 大島涼花、川本紗矢 橋本耀、平田梨奈              | 伊豆田莉奈、名取稚菜 福岡聖菜、森川彩香            | 大森美優、高島祐利奈 土保瑞希、前田美月            |
| 第108週 | 5月5日 #521                                                                   | 5月6日 #522                                          | 5月7日 #523                                      | 5月8日 #524                                        | 5月9日 #525                                        |
| 第108週 | 市川愛美、込山榛香 佐藤妃星、湯本亜美                                         | 梅田綾乃、込山榛香 前田美月、福岡聖菜                | 中田ちさと、藤田奈那 前田亜美、武藤十夢          | 大島涼花、川本紗矢 福岡聖菜、横島亜衿              | 岡田彩花、北澤早紀 佐々木優佳里、村山彩希          |
| 第109週 | 5月12日 #526                                                                  | 5月13日 #527                                         | 5月14日 #528                                     | 5月15日 #529                                       | 5月16日 #530                                       |
| 第109週 | 石田晴香、岩佐美咲 田野優花、湯本亜美                                         | 市川愛美、小嶋菜月 藤田奈那、松井咲子                | 川本紗矢、後藤萌咲 下口ひなな、横島亜衿          | 伊豆田莉奈、大島涼花 小林茉里奈、篠崎彩奈          | 大森美優、込山榛香 佐々木優佳里、土保瑞希          |
| 第110週 | 5月19日 #531                                                                  | 5月20日 #532                                         | 5月21日 #533                                     | 5月22日 #534                                       | 5月23日 #535                                       |
| 第110週 | 伊豆田莉奈、小嶋菜月 名取稚菜、森川彩香                                       | 野澤玲奈、橋本耀 平田梨奈、福岡聖菜                  | 市川愛美、田北香世子 達家真姫宝、西山怜那        | 大島涼花、名取稚菜 前田亜美、松井咲子              | 後藤萌咲、島田晴香 下口ひなな、宮崎美穂            |
| 第111週 | 5月26日 #536                                                                  | 5月27日 #537                                         | 5月28日 #538                                     | 5月29日 #539                                       | 5月30日 #540                                       |
| 第111週 | 小嶋菜月、名取稚菜 野澤玲奈、福岡聖菜                                         | 達家真姫宝、中西智代梨 松井咲子、森川彩香            | 阿部マリア、後藤萌咲 鈴木まりや、湯本亜美        | 石田晴香、伊豆田莉奈 大家志津香、田名部生来        | 岩佐美咲、島田晴香 鈴木まりや、田野優花            |
| 第112週 | 6月2日 #541                                                                   | 6月3日 #542                                          | 6月4日 #543                                      | 6月5日 #544                                        | 6月6日 #545                                        |
| 第112週 | 土保瑞希、前田美月 向井地美音、村山彩希                                       | 小栗有以、佐藤栞 髙橋彩音、本田仁美                  | 岡部麟、小田えりな 清水麻璃亜、左伴彩佳 吉川七瀬 | 倉野尾成美、坂口渚沙 中野郁海、山田菜々美 横道侑里 | -                                                  |
| 第113週 | 6月9日 #546                                                                   | 6月10日 #547                                         | 6月11日 #548                                     | 6月12日 #549                                       | 6月13日 #550                                       |
| 第113週 | 石田晴香、岩佐美咲 岡田奈々、佐々木優佳里                                     | 川本紗矢、名取稚菜 橋本耀、横島亜衿                  | 田北香世子、藤田奈那 前田亜美、森川彩香          | 相笠萌、阿部マリア 永尾まりや、宮崎美穂            | 大森美優、前田美月 向井地美音、村山彩希            |
| 第114週 | 6月16日 #551                                                                  | 6月17日 #552                                         | 6月18日 #553                                     | 6月19日 #554                                       | 6月20日 #555                                       |
| 第114週 | 伊豆田莉奈、名取稚菜 野澤玲奈、平田梨奈                                       | 石田晴香、岩佐美咲 鈴木まりや、宮崎美穂              | 大和田南那、川本紗矢 福岡聖菜、横島亜衿          | 岡田奈々、加藤玲奈 小林茉里奈、高島祐利奈          | 伊豆田莉奈、大島涼花 小笠原茉由、橋本耀            |
| 第115週 | 6月23日 #556                                                                  | 6月24日 #557                                         | 6月25日 #558                                     | 6月26日 #559                                       | 6月27日 #560                                       |
| 第115週 | 大森美優、佐々木優佳里 村山彩希、茂木忍                                       | 内山奈月、岡田奈々 橋本耀、前田美月                  | 市川愛美、達家真姫宝 土保瑞希、湯本亜美          | 小嶋菜月、名取稚菜 平田梨奈、森川彩香              | 阿部マリア、加藤玲奈 高島祐利奈、前田亜美          |
| 第116週 | 6月30日 #561                                                                  | 7月1日 #562                                          | 7月2日 #563                                      | 7月3日 #564                                        | 7月4日 #565                                        |
| 第116週 | 伊豆田莉奈、川本紗矢 名取稚菜、福岡聖菜                                       | 田北香世子、中西智代梨 藤田奈那、森川彩香            | 相笠萌、大和田南那 橋本耀、湯本亜美              | 小林茉里奈、篠崎彩奈 高島祐利奈、前田美月          | 大森美優、込山榛香 佐々木優佳里、向井地美音        |
| 第117週 | 7月7日 #566                                                                   | 7月8日 #567                                          | 7月9日 #568                                      | 7月10日 #569                                       | 7月11日 #570                                       |
| 第117週 | 小嶋菜月、達家真姫宝 藤田奈那、森川彩香                                       | 阿部マリア、岩田華怜 島田晴香、中田ちさと            | 伊豆田莉奈、梅田綾乃 北澤早紀、前田美月          | 行天優莉奈、長久玲奈 永野芹佳、濵咲友菜 横山結衣   | 島田晴香、鈴木まりや 中田ちさと、前田亜美          |
| 第118週 | 7月14日 #571                                                                  | 7月15日 #572                                         | 7月16日 #573                                     | 7月17日 #574                                       | 7月18日 #575                                       |
| 第118週 | 伊豆田莉奈、川本紗矢 橋本耀、福岡聖菜                                         | 片山陽加、中西智代梨 松井咲子、森川彩香              | 島田晴香、達家真姫宝 藤田奈那、武藤十夢          | 相笠萌、鈴木まりや 田野優花、湯本亜美              | 市川愛美、田北香世子 達家真姫宝、西山怜那          |
| 第119週 | 7月21日 #576                                                                  | 7月22日 #577                                         | 7月23日 #578                                     | 7月24日 #579                                       | 7月25日 #580                                       |
| 第119週 | 達家真姫宝、藤田奈那 松井咲子、森川彩香                                       | 伊豆田莉奈、野澤玲奈 橋本耀、平田梨奈                | 大森美優、岡田彩花 佐々木優佳里、村山彩希        | 片山陽加、小嶋菜月 中田ちさと、中西智代梨          | 内山奈月、岡田奈々 西野未姫、前田美月              |
| 第120週 | 7月28日 #581                                                                  | 7月29日 #582                                         | 7月30日 #583                                     | 7月31日 #584                                       | 8月1日 #585                                        |
| 第120週 | 小笠原茉由、小嶋菜月 森川彩香                                                 | 大森美優、佐々木優佳里 高島祐利奈、平田梨奈          | 大和田南那、佐藤妃星 土保瑞希、福岡聖菜          | 市川愛美、田北香世子 達家真姫宝、西山怜那          | 飯野雅、片山陽加 谷口めぐ、中田ちさと              |
| 第121週 | 8月4日 #586                                                                   | 8月5日 #587                                          | 8月6日 #588                                      | 8月7日 #589                                        | 8月8日 #590                                        |
| 第121週 | 秋吉優花、多田愛佳 渕上舞、本村碧唯                                           | 太田奈緒、佐藤朱 佐藤七海、横山結衣                  | 植田碧麗、太田夢莉 日下このみ、久代梨奈          | 行天優莉奈、下尾みう 下青木香鈴、宮里莉羅          | AKB48グループ夏祭り                                |
| 第122週 | 8月11日 #591                                                                  | 8月12日                                              | 8月13日                                          | 8月14日                                            | 8月15日                                            |
| 第122週 | 梅本まどか、大矢真那 加藤るみ、矢方美紀                                       | 放送休止                                             | 放送休止                                         | 放送休止                                           | 放送休止                                           |
| 第123週 | 8月18日                                                                       | 8月19日                                              | 8月20日                                          | 8月21日 #592                                       | 8月22日 #593                                       |
| 第123週 | 放送休止                                                                      | 放送休止                                             | 放送休止                                         | 相笠萌、市川愛美 達家真姫宝、湯本亜美              | 小嶋菜月、中西智代梨 藤田奈那、森川彩香            |
| 第124週 | 8月25日 #594                                                                  | 8月26日 #595                                         | 8月27日 #596                                     | 8月28日 #597                                       | 8月29日 #598                                       |
| 第124週 | 大川莉央、北澤早紀 佐藤妃星、前田美月                                         | 阿部マリア、後藤萌咲 下口ひなな、鈴木まりや          | 市川愛美、達家真姫宝 中田ちさと、松井咲子        | 大森美優、佐々木優佳里 篠崎彩奈、高島祐利奈        | 相笠萌、島田晴香 鈴木紫帆里、宮崎美穂              |
| 第124週 | 9月1日 #599                                                                   | 9月2日 #600                                          | 9月3日 #601                                      | 9月4日 #602                                        | 9月5日 #603                                        |
| 第124週 | 小嶋菜月、達家真姫宝 武藤十夢、森川彩香                                       | 伊豆田莉奈、大家志津香 田名部生来、中田ちさと        | 名取稚菜、野澤玲奈 橋本耀、平田梨奈              | 田北香世子、中西智代梨 西山怜那、前田亜美          | 岩立沙穂、岡田彩花 北澤早紀、村山彩希              |
| 第125週 | 9月8日 #604                                                                   | 9月9日 #605                                          | 9月10日 #606                                     | 9月11日 #607                                       | 9月12日 #608                                       |
| 第125週 | 内山奈月、名取稚菜 野澤玲奈、橋本耀                                           | 阿部マリア、石田晴香 岩佐美咲、湯本亜美              | 石田安奈、木下有希子 斉藤真木子、竹内舞          | 田北香世子、達家真姫宝 中田ちさと、森川彩香        | 小嶋菜月、前田亜美 松井咲子、武藤十夢              |
| 第126週 | 9月15日 #609                                                                  | 9月16日 #610                                         | 9月17日                                          | 9月18日 #611                                       | 9月19日 #612                                       |
| 第126週 | 太田奈緒、大西桃香 永野芹佳、濵咲友菜 山田菜々美                              | 大森美優、佐々木優佳里 名取稚菜、森川彩香            | 放送休止                                         | 岡田彩花、北澤早紀 高島祐利奈、村山彩希            | 相笠萌、市川愛美 片山陽加、田野優花 湯本亜美       |
| 第127週 | 9月22日 #613                                                                  | 9月23日 #614                                         | 9月24日 #615                                     | 9月25日 #616                                       | 9月26日 #617                                       |
| 第127週 | 石田晴香、岩佐美咲 片山陽加、島田晴香 鈴木まりや                              | 野澤玲奈、橋本耀 平田梨奈、福岡聖菜                  | 片山陽加、小嶋菜月 藤田奈那、前田亜美 森川彩香   | 片山陽加、田名部生来 中田ちさと、松井咲子          | 大森美優、込山榛香 前田美月、村山彩希              |
| 第128週 | 9月29日 #618                                                                  | 9月30日 #619                                         | 10月1日 #620                                     | 10月2日 #621                                       | 10月3日 #622                                       |
| 第128週 | 伊豆田莉奈、大家志津香 田名部生来、名取稚菜                                   | 市川愛美、田北香世子 達家真姫宝、西山怜那            | 小嶋菜月、藤田奈那 前田亜美、松井咲子            | 阿部マリア、伊豆田莉奈 鈴木まりや、宮崎美穂        | 相笠萌、橋本耀 福岡聖菜、湯本亜美                  |
| 第129週 | 10月6日 #623                                                                  | 10月7日 #624                                         | 10月8日 #625                                     | 10月9日 #626                                       | 10月10日 #627                                      |
| 第129週 | 伊豆田莉奈、名取稚菜 松井咲子、森川彩香                                       | 大和田南那、川本紗矢 福岡聖菜、横島亜衿              | 岡田奈々、西野未姫 橋本耀、前田美月              | 岩佐美咲、野澤玲奈 平田梨奈、宮崎美穂              | 永野芹佳、服部有菜 濵咲友菜、山田菜々美 山本亜依   |
| 第130週 | 10月13日 #628                                                                 | 10月14日 #629                                        | 10月15日 #630                                    | 10月16日 #631                                      | 10月17日 #632                                      |
| 第130週 | 大川莉央、込山榛香 佐藤妃星、福岡聖菜                                         | 相笠萌、阿部マリア 島田晴香、永尾まりや              | 中西智代梨、藤田奈那 前田亜美、森川彩香          | 伊豆田莉奈、名取稚菜 橋本耀、横島亜衿              | 野澤玲奈、平田梨奈 福岡聖菜、横島亜衿              |
| 第131週 | 10月20日 #633                                                                 | 10月21日 #634                                        | 10月22日 #635                                    | 10月23日 #636                                      | 10月24日 #637                                      |
| 第131週 | 大森美優、北澤早紀 込山榛香、土保瑞希                                         | 相笠萌、阿部マリア 島田晴香、湯本亜美                | 伊豆田莉奈、大和田南那 名取稚菜、横島亜衿        | 野澤玲奈、橋本耀 平田梨奈、前田美月                | 小嶋菜月、藤田奈那 前田亜美、森川彩香              |
| 第132週 | 10月27日 #638                                                                 | 10月28日 #639                                        | 10月29日 #640                                    | 10月30日 #641                                      | 10月31日 #642                                      |
| 第132週 | 小田えりな、行天優莉奈 藤村菜月、舞木香純 山田菜々美                          | 相笠萌、島田晴香 鈴木まりや、湯本亜美                | 大森美優、佐々木優佳里 土保瑞希、前田美月        | 岩立沙穂、梅田綾乃 大島涼花、高島祐利奈            | 大和田南那、川本紗矢 小嶋菜月、村山彩希            |
| 第133週 | 11月3日 #643                                                                  | 11月4日 #644                                         | 11月5日 #645                                     | 11月6日 #646                                       | 11月7日 #647                                       |
| 第133週 | 相笠萌、田野優花 平田梨奈、藤田奈那                                           | 小笠原茉由、中西智代梨 野澤玲奈、橋本耀              | 大森美優、岡田奈々 佐々木優佳里、前田美月        | 飯野雅、達家真姫宝 中田ちさと、松井咲子            | 込山榛香、土保瑞希 西野未姫、村山彩希              |
| 第134週 | 11月10日 #648                                                                 | 11月11日 #649                                        | 11月12日 #650                                    | 11月13日 #651                                      | 11月14日 #652                                      |
| 第134週 | 川本紗矢、野澤玲奈 橋本耀、平田梨奈                                           | 伊豆田莉奈、名取稚菜 福岡聖菜、横島亜衿              | 石田晴香、岩佐美咲 島田晴香、鈴木まりや          | 相笠萌、後藤萌咲 下口ひなな、湯本亜美              | 小栗有以、小田えりな 髙橋彩音、吉川七瀬            |
| 第135週 | 11月17日 #653                                                                 | 11月18日 #654                                        | 11月19日 #655                                    | 11月20日 #656                                      | 11月21日 #657                                      |
| 第135週 | 伊豆田莉奈、内山奈月 小笠原茉由、平田梨奈                                     | 岡田彩花、込山榛香 土保瑞希、村山彩希                | 岡田奈々、西野未姫 橋本耀、前田美月              | 岩田華怜、小嶋菜月 中西智代梨、藤田奈那            | 阿部マリア、島田晴香 永尾まりや、宮崎美穂          |
| 第136週 | 11月24日 #658                                                                 | 11月25日 #659                                        | 11月26日 #660                                    | 11月27日 #661                                      | 11月28日 #662                                      |
| 第136週 | 伊豆田莉奈、大家志津香 中田ちさと、名取稚菜                                   | 大森美優、岡田奈々 北澤早紀、込山榛香                | 倉持明日香、高城亜樹 田名部生来、橋本耀          | 大川莉央、佐々木優佳里 高島祐利奈、前田美月        | 大西桃香、岡部麟 小田えりな、清水麻璃亜 吉川七瀬   |
| 第137週 | 12月1日 #663                                                                  | 12月2日 #664                                         | 12月3日 #665                                     | 12月4日 #666                                       | 12月5日 #667                                       |
| 第137週 | 伊豆田莉奈、北原里英 小嶋菜月、島田晴香 名取稚菜、前田美月 松井咲子、村山彩希 | 田名部生来                                           | 伊豆田莉奈、名取稚菜 橋本耀、平田梨奈            | 岩田華怜、藤田奈那 前田亜美、森川彩香              | 太田奈緒、小栗有以 小田えりな、近藤萌恵里 山本亜依 |
| 第138週 | 12月8日                                                                       | 12月9日 #668                                         | 12月10日 #669                                    | 12月11日 #670                                      | 12月12日 #671                                      |
| 第138週 | 放送休止                                                                      | 飯野雅、福岡聖菜 前田美月、横島亜衿                  | 小嶋菜月、中田ちさと 前田亜美、森川彩香          | 岡田奈々、北澤早紀 佐々木優佳里、平田梨奈          | 後藤萌咲、下口ひなな 田野優花、湯本亜美            |
| 第139週 | 12月15日                                                                      | 12月16日                                             | 12月17日 #672                                    | 12月18日 #673                                      | 12月19日 #674                                      |
| 第139週 | 放送休止                                                                      | 放送休止                                             | 伊豆田莉奈、名取稚菜 橋本耀、平田梨奈            | 市川愛美、小嶋菜月 中田ちさと、森川彩香            | 大和田南那、野澤玲奈 福岡聖菜、横島亜衿            |
| 第140週 | 12月22日 #675                                                                 | 12月23日 #676                                        | 12月24日 #677                                    | 12月25日 #678                                      | 12月26日 #679                                      |
| 第140週 | 佐藤栞、清水麻璃亜 髙橋彩音、吉川七瀬                                         | 大川莉央、佐藤妃星 橋本耀、前田美月                  | 飯野雅、市川愛美 達家真姫宝、松井咲子            | 相笠萌、阿部マリア 島田晴香、鈴木紫帆里            | 梅田綾乃、高島祐利奈 村山彩希、茂木忍              |

| 2015年  | 2015年                                                 | 2015年                                                                  | 2015年                                                                        | 2015年                                                   | 2015年                                                     |
| 放送週  | 月曜日                                                 | 火曜日                                                                  | 水曜日                                                                        | 木曜日                                                   | 金曜日                                                     |
| ------- | ------------------------------------------------------ | ----------------------------------------------------------------------- | ----------------------------------------------------------------------------- | -------------------------------------------------------- | ---------------------------------------------------------- |
| 第141週 | 1月5日 #680                                            | 1月6日 #681                                                             | 1月7日 #682                                                                   | 1月8日 #683                                              | 1月9日 #684                                                |
| 第141週 | 太田奈緒、長久玲奈 永野芹佳、山田菜々美 横道侑里       | 大川莉央、佐藤妃星 達家真姫宝、福岡聖菜                                 | 小嶋菜月、中西智代梨 前田亜美、森川彩香                                       | 北澤早紀、込山榛香 土保瑞希、村山彩希                    | 相笠萌、阿部マリア 島田晴香、永尾まりや                    |
| 第142週 | 1月12日 #685                                           | 1月13日 #686                                                            | 1月14日 #687                                                                  | 1月15日 #688                                             | 1月16日 #689                                               |
| 第142週 | 太田奈緒、北玲名 橋本陽菜、人見古都音 山田菜々美       | 岡田奈々、佐々木優佳里 土保瑞希、西野未姫                               | 小嶋菜月、達家真姫宝 松井咲子、森川彩香                                       | 小笠原茉由、中西智代梨 福岡聖菜、横島亜衿                | 石田晴香、岩佐美咲 鈴木まりや、宮崎美穂                    |
| 第143週 | 1月19日 #690                                           | 1月20日 #691                                                            | 1月21日                                                                       | 1月22日                                                  | 1月23日                                                    |
| 第143週 | 後藤萌咲、鈴木まりや 松井咲子、横島亜衿                | 相笠萌、伊豆田莉奈 藤田奈那、森川彩香                                   | 放送休止                                                                      | 放送休止                                                 | 放送休止                                                   |
| 第144週 | 1月26日 #692                                           | 1月27日 #693                                                            | 1月28日 #694                                                                  | 1月29日 #695                                             | 1月30日 #696                                               |
| 第144週 | 岩立沙穂、大森美優 佐々木優佳里、村山彩希              | 相笠萌、鈴木まりや 中田ちさと、森川彩香                                 | 伊豆田莉奈、名取稚菜 橋本耀、福岡聖菜                                         | 大川莉央、込山榛香 佐藤妃星、湯本亜美                    | 達家真姫宝、西山怜那 福岡聖菜、横島亜衿                    |
| 第145週 | 2月2日 #697                                            | 2月3日 #698                                                             | 2月4日 #699                                                                   | 2月5日 #700                                              | 2月6日 #701                                                |
| 第145週 | 岩佐美咲、大家志津香 小笠原茉由、鈴木まりや            | 阿部マリア、相笠萌 伊豆田莉奈、橋本耀                                   | 小嶋菜月、名取稚菜 野澤玲奈、森川彩香                                         | 川本紗矢、佐藤妃星 篠崎彩奈、福岡聖菜                    | 後藤萌咲、下口ひなな 田北香世子、西山怜那                  |
| 第146週 | 2月9日 #702                                            | 2月10日 #703                                                            | 2月11日 #704                                                                  | 2月12日 #705                                             | 2月13日 #706                                               |
| 第146週 | 相笠萌、後藤萌咲 下口ひなな、湯本亜美                  | 飯野雅、市川愛美 達家真姫宝、西山怜那                                   | 小栗有以、小田えりな 髙橋彩音、濵松里緒菜 吉川七瀬                            | 大森美優、岡田彩花 込山榛香、村山彩希                    | 伊豆田莉奈、大和田南那 福岡聖菜、横島亜衿                  |
| 第147週 | 2月16日 #707                                           | 2月17日 #708                                                            | 2月18日 #709                                                                  | 2月19日 #710                                             | 2月20日                                                    |
| 第147週 | 大森美優、小嶋菜月 名取稚菜、武藤十夢                  | 阿部マリア、飯野雅 岩佐美咲、森川彩香                                   | 大川莉央、大和田南那 佐々木優佳里、福岡聖菜                                   | 石田晴香、伊豆田莉奈 岩田華怜、中西智代梨                | 放送休止                                                   |
| 第148週 | 2月23日 #711                                           | 2月24日 #712                                                            | 2月25日 #713                                                                  | 2月26日 #714                                             | 2月27日 #715                                               |
| 第148週 | 飯野雅、田北香世子 中田ちさと、森川彩香                | 相笠萌、阿部マリア 後藤萌咲、湯本亜美                                   | 内山奈月、名取稚菜 野澤玲奈、橋本耀                                           | 伊豆田莉奈、大和田南那 川本紗矢、竹内美宥                | 岩立沙穂、大森美優 岡田彩花、茂木忍                        |
| 第149週 | 3月2日 #716                                            | 3月3日 #717                                                             | 3月4日 #718                                                                   | 3月5日 #719                                              | 3月6日 #720                                                |
| 第149週 | 大森美優、北澤早紀 込山榛香、村山彩希                  | 達家真姫宝、西山怜那 前田亜美、森川彩香                                 | 大島涼花、橋本耀 福岡聖菜、横島亜衿                                           | 阿部マリア、後藤萌咲 下口ひなな、宮崎美穂                | 飯野雅、鈴木まりや 松井咲子、湯本亜美                      |
| 第150週 | 3月9日 #721                                            | 3月10日 #722                                                            | 3月11日                                                                       | 3月12日 #723                                             | 3月13日 #724                                               |
| 第150週 | 岡部麟、行天優莉奈 佐藤栞、清水麻璃亜 舞木香純         | 野澤玲奈、福岡聖菜 前田美月、村山彩希                                   | 放送休止                                                                      | 大森美優、岡田彩花 前田亜美、森川彩香                    | 大家志津香、島田晴香 鈴木紫帆里、宮崎美穂                  |
| 第151週 | 3月16日 #725                                           | 3月17日 #726                                                            | 3月18日 #727                                                                  | 3月19日 #728                                             | 3月20日 #729                                               |
| 第151週 | 竹内美宥、田名部生来 野澤玲奈、福岡聖菜                | 岡田彩花、北澤早紀 土保瑞希、前田美月                                   | 鈴木まりや、中田ちさと 宮崎美穂、森川彩香                                     | 石田晴香、大家志津香 永尾まりや、松井咲子                | 内山奈月、小林茉里奈 橋本耀、茂木忍                        |
| 第152週 | 3月23日 #730                                           | 3月24日 #731                                                            | 3月25日 #732                                                                  | 3月26日 #733                                             | 3月27日 #734                                               |
| 第152週 | 石田晴香、中田ちさと 松井咲子、宮崎美穂                | 磯佳奈江、内木志 中野麗来、山尾梨奈                                     | 鈴木まりや、田名部生来 松井咲子、森川彩香                                     | 高木由麻奈、髙寺沙菜 日高優月、古川愛李                  | チーム8メンバー21名                                        |
| 第153週 | 3月30日 #735                                           | 3月31日 #736                                                            | 4月1日 #737                                                                   | 4月2日 #738                                              | 4月3日 #739                                                |
| 第153週 | 岡田彩花、岡田奈々 北澤早紀、土保瑞希                  | 伊豆田莉奈、梅田綾乃 名取稚菜、野澤玲奈                                 | 小嶋菜月、田北香世子 中田ちさと、中西智代梨                                   | 相笠萌、後藤萌咲 下口ひなな、湯本亜美                    | 岩立沙穂、竹内美宥 名取稚菜、西野未姫                      |
| 第154週 | 4月6日 #740                                            | 4月7日 #741                                                             | 4月8日 #742                                                                   | 4月9日 #743                                              | 4月10日 #744                                               |
| 第154週 | 飯野雅、田北香世子 中田ちさと、前田亜美                | 大家志津香、下口ひなな 名取稚菜、湯本亜美                               | 大川莉央、大森美優 岡田彩花、岡田奈々                                         | 込山榛香、達家真姫宝 土保瑞希、西山怜那                  | 北澤早紀、西野未姫 前田美月、村山彩希                      |
| 第155週 | 4月13日 #745                                           | 4月14日 #746                                                            | 4月15日 #747                                                                  | 4月16日 #748                                             | 4月17日 #749                                               |
| 第155週 | 川栄李奈、小嶋菜月 鈴木紫帆里、名取稚菜 森川彩香       | 伊豆田莉奈、野澤玲奈 福岡聖菜、横島亜衿                                 | 岡田彩花、北澤早紀 佐藤妃星、前田美月                                         | 市川愛美、田北香世子 達家真姫宝、西山怜那                | 相笠萌、阿部マリア 岩立沙穂、大森美優                      |
| 第156週 | 4月20日 #750                                           | 4月21日 #751                                                            | 4月22日 #752                                                                  | 4月23日 #753                                             | 4月24日 #754                                               |
| 第156週 | 阿部マリア、伊豆田莉奈 下口ひなな、橋本耀              | 大川莉央、岡田彩花 佐藤妃星、村山彩希                                   | 鈴木まりや、達家真姫宝 中田ちさと、宮崎美穂                                   | 野澤玲奈、平田梨奈 福岡聖菜、横島亜衿                    | 石田晴香、田北香世子 西山怜那、宮崎美穂                    |
| 第157週 | 4月27日 #755                                           | 4月28日 #756                                                            | 4月29日 #757                                                                  | 4月30日 #758                                             | 5月1日 #759                                                |
| 第157週 | 阿部マリア、石田晴香 中田ちさと、名取稚菜              | 佐藤妃星、下口ひなな 田北香世子、達家真姫宝                             | 太田奈緒、北玲名 福地礼奈、山田菜々美 横道侑里                                | 鈴木まりや、下口ひなな 中田ちさと、西山怜那              | 阿部マリア、石田晴香 市川愛美、達家真姫宝                  |
| 第158週 | 5月4日 #760                                            | 5月5日 #761                                                             | 5月6日 #762                                                                   | 5月7日 #763                                              | 5月8日 #764                                                |
| 第158週 | 岩立沙穂、佐々木優佳里 橋本耀、村山彩希                | 島田晴香、平田梨奈 福岡聖菜、横島亜衿                                   | 岡田彩花、北澤早紀 島田晴香、横島亜衿                                         | 岩立沙穂、名取稚菜 橋本耀、村山彩希                      | 下口ひなな、鈴木まりや 宮崎美穂、湯本亜美                  |
| 第159週 | 5月11日 #765                                           | 5月12日 #766                                                            | 5月13日 #767                                                                  | 5月14日 #768                                             | 5月15日 #769                                               |
| 第159週 | 伊豆田莉奈、小笠原茉由 田名部生来、横島亜衿            | 相笠萌、阿部マリア 後藤萌咲、湯本亜美                                   | 岩佐美咲、小林茉里奈 佐々木優佳里、鈴木まりや                                 | 市川愛美、田北香世子 達家真姫宝、西山怜那                | 阿部マリア、佐藤妃星 下口ひなな、中田ちさと                |
| 第160週 | 5月18日 #770                                           | 5月19日 #771                                                            | 5月20日 #772                                                                  | 5月21日 #773                                             | 5月22日 #774                                               |
| 第160週 | 相笠萌、後藤萌咲 鈴木まりや、湯本亜美                  | 達家真姫宝、野澤玲奈 橋本耀、前田亜美                                   | 阿部マリア、伊豆田莉奈 鈴木紫帆里、鈴木まりや                                 | 岡田彩花、込山榛香 土保瑞希、前田美月                    | 相笠萌、下口ひなな 田名部生来、平田梨奈                    |
| 第161週 | 5月25日 #775                                           | 5月26日 #776                                                            | 5月27日 #777                                                                  | 5月28日 #778                                             | 5月29日 #779                                               |
| 第161週 | 岩立沙穂、大森美優 岡田彩花、込山榛香                  | 石田晴香、下口ひなな 福岡聖菜、横島亜衿                                 | 飯野雅、田北香世子 達家真姫宝、中田ちさと                                     | 伊豆田莉奈、下口ひなな 鈴木まりや、名取稚菜              | 太田奈緒、岡部麟 小田えりな、佐藤栞 佐藤七海               |
| 第162週 | 6月1日 #780                                            | 6月2日 #781                                                             | 6月3日 #782                                                                   | 6月4日                                                   | 6月5日                                                     |
| 第162週 | 太田奈緒、大西桃香 谷優里、舞木香純 山本亜依           | 太田奈緒、岡部麟 行天優莉奈、佐藤七海 福地礼奈                          | 太田奈緒、小田えりな 佐藤朱、髙橋彩音 吉川七瀬                                | 放送休止                                                 | 放送休止                                                   |
| 第163週 | 6月8日 #783                                            | 6月9日 #784                                                             | 6月10日 #785                                                                  | 6月11日 #786                                             | 6月12日 #787                                               |
| 第163週 | 石田晴香、佐藤すみれ 永尾まりや、山内鈴蘭              | 伊豆田莉奈、名取稚菜 橋本耀、横島亜衿                                   | 岡田彩花、北澤早紀 小林茉里奈、佐藤妃星                                       | 岩田華怜、田北香世子 中田ちさと、西山怜那                | 岩立沙穂、西野未姫 村山彩希、茂木忍                        |
| 第164週 | 6月15日 #788                                           | 6月16日 #789                                                            | 6月17日 #790                                                                  | 6月18日 #791                                             | 6月19日 #792                                               |
| 第164週 | 川本紗矢、後藤萌咲 下口ひなな、横島亜衿                | 田名部生来、中田ちさと 名取稚菜、前田亜美                               | 岩立沙穂、岡田彩花 小林茉里奈、西野未姫                                       | 岩田華怜、小嶋菜月 田北香世子、西山怜那                  | 太田奈緒、小田えりな 行天優莉奈、佐藤栞 谷優里             |
| 第165週 | 6月22日 #793                                           | 6月23日 #794                                                            | 6月24日 #795                                                                  | 6月25日 #796                                             | 6月26日 #797                                               |
| 第165週 | 岩佐美咲、鈴木まりや 中田ちさと、松井咲子              | 込山榛香、土保瑞希 西野未姫、福岡聖菜 前田美月                          | 大家志津香、田名部生来 前田亜美、松井咲子                                     | 清水麻璃亜、髙橋彩音 山田菜々美、吉川七瀬                | 伊豆田莉奈、島田晴香 永尾まりや、名取稚菜                  |
| 第166週 | 6月29日 #798                                           | 6月30日 #799                                                            | 7月1日 #800                                                                   | 7月2日 #801                                              | 7月3日 #802                                                |
| 第166週 | 岩立沙穂、岡田彩花 村山彩希、茂木忍                    | 小嶋菜月、田北香世子 中田ちさと、西山怜那                               | 太田奈緒、岡部麟 小田えりな、清水麻璃亜 舞木香純                              | 大島涼花、大和田南那 田野優花、永尾まりや                | 太田奈緒、小田えりな 佐藤栞、濵松里緒菜 吉川七瀬           |
| 第167週 | 7月6日 #803                                            | 7月7日 #804                                                             | 7月8日 #805                                                                   | 7月9日 #806                                              | 7月10日 #807                                               |
| 第167週 | 伊豆田莉奈、梅田綾乃 野澤玲奈、橋本耀                  | 飯野雅、岩田華怜 小嶋菜月、中西智代梨                                   | 相笠萌、岩立沙穂 小林茉里奈、湯本亜美                                         | 後藤萌咲、下口ひなな 田北香世子、西山怜那                | 大島涼花、名取稚菜 西野未姫、村山彩希                      |
| 第168週 | 7月13日 #808                                           | 7月14日 #809                                                            | 7月15日 #810                                                                  | 7月16日 #811                                             | 7月17日 #812                                               |
| 第168週 | 伊豆田莉奈、小嶋菜月 中西智代梨、宮脇咲良              | 石田晴香、岩佐美咲 鈴木まりや、宮崎美穂                                 | 田名部生来、中田ちさと 名取稚菜、前田亜美                                     | 阿部マリア、岡田彩花 北澤早紀、湯本亜美                  | 北澤早紀、込山榛香 野澤玲奈、福岡聖菜                      |
| 第169週 | 7月20日 #813                                           | 7月21日 #814                                                            | 7月22日 #815                                                                  | 7月23日 #816                                             | 7月24日 #817                                               |
| 第169週 | 太田奈緒、岡部麟 佐藤栞、清水麻璃亜 山本瑠香           | 飯野雅、田北香世子 達家真姫宝、西山怜那                                 | 伊豆田莉奈、梅田綾乃 福岡聖菜、横島亜衿                                       | 飯野雅、市川愛美 佐藤妃星、西野未姫                      | 太田奈緒、小栗有以 坂口渚沙、永野芹佳 山田菜々美、吉田華恋 |
| 第170週 | 7月27日 #818                                           | 7月28日 #819                                                            | 7月29日 #820                                                                  | 7月30日 #821                                             | 7月31日 #822                                               |
| 第170週 | 植田碧麗、大段舞依 川上千尋、松村芽久未                | 相笠萌、石田晴香 岩佐美咲、島田晴香                                     | 伊豆田莉奈、小笠原茉由 名取稚菜、野澤玲奈                                     | 植木南央、多田愛佳 村重杏奈、本村碧唯                    | 加藤るみ、小石公美子 都築里佳、山下ゆかり                  |
| 第171週 | 8月3日 #823                                            | 8月4日 #824                                                             | 8月5日 #825                                                                   | 8月6日 #826                                              | 8月7日 #827                                                |
| 第171週 | 太田奈緒、倉野尾成美 中野郁海、谷口もか 山田菜々美     | 阿部マリア、伊豆田莉奈 市川美織、加藤玲奈 小林茉里奈 入山杏奈、藤田奈那 | 相笠萌、後藤萌咲 下口ひなな、湯本亜美                                         | 岩田華怜、中西智代梨 藤田奈那、前田亜美                  | AKB48のあんた、誰? in 幕張                                 |
| 第172週 | 8月10日                                                | 8月11日                                                                 | 8月12日                                                                       | 8月13日                                                  | 8月14日                                                    |
| 第172週 | 放送休止                                               | 放送休止                                                                | 放送休止                                                                      | 放送休止                                                 | 放送休止                                                   |
| 第173週 | 8月17日 #828                                           | 8月18日 #829                                                            | 8月19日 #830                                                                  | 8月20日 #831                                             | 8月21日 #832                                               |
| 第173週 | 岩立沙穂、篠崎彩奈 村山彩希、茂木忍                    | 梅田綾乃、大島涼花 福岡聖菜、横島亜衿                                   | 岡部麟、小田えりな 倉野尾成美、坂口渚沙 中野郁海                              | 伊豆田莉奈、内田眞由美 大家志津香、田名部生来 中田ちさと | 太田奈緒、行天優莉奈 永野芹佳、横道侑里 吉田華恋           |
| 第174週 | 8月24日 #833                                           | 8月25日                                                                 | 8月26日 #834                                                                  | 8月27日 #835                                             | 8月28日 #836                                               |
| 第174週 | 飯野雅、市川愛美 田北香世子、達家真姫宝                | 放送休止                                                                | 伊豆田莉奈、大島涼花 川本紗矢、福岡聖菜                                       | 後藤萌咲、下口ひなな 鈴木まりや、湯本亜美                | 佐々木優佳里、高橋朱里 田野優花、平田梨奈                  |
| 第175週 | 8月31日 #837                                           | 9月1日 #838                                                             | 9月2日 #839                                                                   | 9月3日 #840                                              | 9月4日 #841                                                |
| 第175週 | 太田奈緒、小栗有以 小田えりな、行天優莉奈 山田菜々美   | 内山奈月、竹内美宥 藤田奈那、武藤十夢                                   | 石田晴香、岩佐美咲 鈴木まりや、前田亜美                                       | 小嶋菜月、佐々木優佳里 中田ちさと、中西智代梨            | 後藤萌咲、達家真姫宝 福岡聖菜、横島亜衿                    |
| 第176週 | 9月7日 #842                                            | 9月8日 #843                                                             | 9月9日 #844                                                                   | 9月10日 #845                                             | 9月11日 #846                                               |
| 第176週 | 太田奈緒、小田えりな 佐藤栞、吉川七瀬                  | 内山奈月、大川莉央 篠崎彩奈、谷口めぐ                                   | 相笠萌、岡田彩花 込山榛香、湯本亜美                                           | 伊豆田莉奈、大森美優 鈴木まりや、武藤十夢                | 北澤早紀、達家真姫宝 名取稚菜、横島亜衿                    |
| 第177週 | 9月14日 #847                                           | 9月15日 #848                                                            | 9月16日                                                                       | 9月17日 #849                                             | 9月18日 #850                                               |
| 第177週 | 内山奈月、大川莉央 篠崎彩奈、谷口めぐ                  | 岩佐美咲、鈴木まりや 田名部生来、藤田奈那                               | 放送休止                                                                      | 伊豆田莉奈、岡田彩花 込山榛香、西野未姫                  | 大森美優、谷口めぐ 藤田奈那、村山彩希                      |
| 第178週 | 9月21日 #851                                           | 9月22日 #852                                                            | 9月23日 #853                                                                  | 9月24日 #854                                             | 9月25日 #855                                               |
| 第178週 | 飯野雅、市川愛美 大川莉央、達家真姫宝                  | 岩立沙穂、岡田彩花 川本紗矢、野澤玲奈                                   | 田北香世子、谷口めぐ 平田梨奈、前田亜美                                       | 川本紗矢、下口ひなな 湯本亜美、横島亜衿                  | 大森美優、田野優花 村山彩希、茂木忍                        |
| 第179週 | 9月28日 #856                                           | 9月29日 #857                                                            | 9月30日 #858                                                                  | 10月1日 #859                                             | 10月2日 #860                                               |
| 第179週 | 大川莉央、大森美優 北澤早紀、達家真姫宝                | 岡田彩花、川本紗矢 田名部生来、横島亜衿                                 | 相笠萌、岩立沙穂 込山榛香、下口ひなな                                         | 小笠原茉由、田北香世子 谷口めぐ、平田梨奈                | 阿部マリア、鈴木まりや 名取稚菜、村山彩希                  |
| 第180週 | 10月5日 #861                                           | 10月6日 #862                                                            | 10月7日 #863                                                                  | 10月8日 #864                                             | 10月9日 #865                                               |
| 第180週 | 太田奈緒、小田えりな 清水麻璃亜、髙橋彩音 吉川七瀬     | 太田奈緒、佐藤朱 濵松里緒菜、福地礼奈                                   | 大川莉央、大森美優 北澤早紀、名取稚菜 茂木忍                                  | 阿部マリア、小笠原茉由 島田晴香、永尾まりや 名取稚菜     | 伊豆田莉奈、中田ちさと 野澤玲奈、湯本亜美                  |
| 第181週 | 10月12日 #866                                          | 10月13日 #867                                                           | 10月14日 #868                                                                 | 10月15日 #869                                            | 10月16日 #870                                              |
| 第181週 | 岩立沙穂、大森美優 岡田彩花、名取稚菜                  | 岩田華怜、佐々木優佳里 田野優花、永尾まりや                             | 相笠萌、伊豆田莉奈 西野未姫、茂木忍                                           | 飯野雅、大和田南那 谷口めぐ、湯本亜美                    | 大川莉央、北澤早紀 後藤萌咲、下口ひなな                    |
| 第182週 | 10月19日 #871                                          | 10月20日 #872                                                           | 10月21日 #873                                                                 | 10月22日 #874                                            | 10月23日 #875                                              |
| 第182週 | 岩立沙穂、岡田彩花 北澤早紀、佐々木優佳里              | 飯野雅、川本紗矢 込山榛香、谷口めぐ                                     | 大川莉央、大森美優 大和田南那、後藤萌咲                                       | 太田奈緒、小田えりな 清水麻璃亜、髙橋彩音 吉川七瀬       | 岩田華怜、大島涼花 中田ちさと、中西智代梨                  |
| 第183週 | 10月26日 #876                                          | 10月27日 #877                                                           | 10月28日 #878                                                                 | 10月29日 #879                                            | 10月30日 #880                                              |
| 第183週 | 佐々木優佳里、中西智代梨 平田梨奈、前田亜美            | 石田晴香、鈴木まりや 田名部生来、中田ちさと                             | 相笠萌、北澤早紀 名取稚菜、湯本亜美                                           | 伊豆田莉奈、岩立沙穂 岡田彩花、野澤玲奈                  | 阿部マリア、飯野雅 大森美優、茂木忍                        |
| 第184週 | 11月2日 #881                                           | 11月3日 #882                                                            | 11月4日 #883                                                                  | 11月5日 #884                                             | 11月6日 #885                                               |
| 第184週 | 太田奈緒、佐藤朱 佐藤七海、清水麻璃亜 谷優里           | 飯野雅、大森美優 田北香世子、谷口めぐ                                   | 相笠萌、島田晴香 名取稚菜、湯本亜美                                           | 大島涼花、岡田彩花 込山榛香、横島亜衿                    | 川本紗矢、北澤早紀 下口ひなな、中田ちさと                  |
| 第185週 | 11月9日 #886                                           | 11月10日 #887                                                           | 11月11日 #888                                                                 | 11月12日 #889                                            | 11月13日 #890                                              |
| 第185週 | 大和田南那、佐々木優佳里 田北香世子、谷口めぐ          | 飯野雅、中西智代梨 野澤玲奈、平田梨奈                                   | 太田奈緒、小田えりな 佐藤朱、佐藤栞 清水麻璃亜、髙橋彩音 濵松里緒菜、福地礼奈 | 北澤早紀、鈴木まりや 田名部生来、名取稚菜                | 岩立沙穂、大森美優 岡田彩花、村山彩希                      |
| 第186週 | 11月16日 #891                                          | 11月17日 #892                                                           | 11月18日 #893                                                                 | 11月19日 #894                                            | 11月20日 #895                                              |
| 第186週 | 飯野雅、大森美優 北澤早紀、佐藤妃星                    | 相笠萌、市川愛美 中田ちさと、湯本亜美                                   | 小笠原茉由、田北香世子 谷口めぐ、前田亜美                                     | 大和田南那、佐々木優佳里 島田晴香、鈴木まりや            | 岩田華怜、中西智代梨 平田梨奈、宮崎美穂                    |
| 第187週 | 11月23日 #896                                          | 11月24日 #897                                                           | 11月25日 #898                                                                 | 11月26日 #899                                            | 11月27日 #900                                              |
| 第187週 | 太田奈緒、小田えりな 倉野尾成美、清水麻璃亜 山田菜々美 | 田名部生来、名取稚菜 前田亜美、宮崎美穂                                 | 飯野雅、佐々木優佳里 中西智代梨、野澤玲奈                                     | 伊豆田莉奈、岡田彩花 北澤早紀、込山榛香                  | 岩田華怜、大和田南那 田北香世子、谷口めぐ                  |
| 第188週 | 11月30日 #901                                          | 12月1日 #902                                                            | 12月2日 #903                                                                  | 12月3日 #904                                             | 12月4日 #905                                               |
| 第188週 | 太田奈緒、岡部麟 清水麻璃亜、吉川七瀬                  | 相笠萌、阿部マリア 田北香世子、谷口めぐ                                 | 小嶋菜月、佐々木優佳里 中西智代梨、前田亜美                                   | 鈴木まりや、達家真姫宝 中田ちさと、横島亜衿              | 岩立沙穂、大森美優 岡田奈々、川本紗矢                      |
| 第189週 | 12月7日 #906                                           | 12月8日                                                                 | 12月9日 #907                                                                  | 12月10日 #908                                            | 12月11日 #909                                              |
| 第189週 | 太田奈緒、行天優莉奈 髙橋彩音、舞木香純 山本亜依       | 放送休止                                                                | 後藤萌咲、下口ひなな 田北香世子、西山怜那                                     | 鈴木まりや、中田ちさと 永尾まりや、湯本亜美              | 岡田彩花、北澤早紀 込山榛香、名取稚菜 西野未姫             |
| 第190週 | 12月14日 #910                                          | 12月15日                                                                | 12月16日 #911                                                                 | 12月17日 #912                                            | 12月18日 #913                                              |
| 第190週 | 太田奈緒、大西桃香 佐藤栞、佐藤七海 清水麻璃亜         | 放送休止                                                                | 名取稚菜                                                                      | 伊豆田莉奈、小笠原茉由 小嶋菜月、名取稚菜                | 相笠萌、阿部マリア 田北香世子、谷口めぐ                    |
| 第191週 | 12月21日 #914                                          | 12月22日 #915                                                           | 12月23日 #916                                                                 | 12月24日 #917                                            | 12月25日 #918                                              |
| 第191週 | 飯野雅、岩田華怜 岡田奈々、田北香世子                  | 小嶋菜月、佐々木優佳里 鈴木まりや、中田ちさと                           | 相笠萌、大川莉央 佐藤妃星、野澤玲奈                                           | 大和田南那、達家真姫宝 谷口めぐ、横島亜衿                | 太田奈緒、岡部麟 小田えりな、清水麻璃亜 吉川七瀬           |

| 2016年  | 2016年                                                                           | 2016年                                                   | 2016年                                                 | 2016年                                                                                   | 2016年                                                                                          |
| 放送週  | 月曜日                                                                           | 火曜日                                                   | 水曜日                                                 | 木曜日                                                                                   | 金曜日                                                                                          |
| ------- | -------------------------------------------------------------------------------- | -------------------------------------------------------- | ------------------------------------------------------ | ---------------------------------------------------------------------------------------- | ----------------------------------------------------------------------------------------------- |
| 第192週 | 1月4日 #919                                                                      | 1月5日 #920                                              | 1月6日 #921                                            | 1月7日 #922                                                                              | 1月8日 #923                                                                                     |
| 第192週 | 相笠萌、梅田綾乃 大島涼花、茂木忍                                                | 川本紗矢、谷口めぐ 福岡聖菜、湯本亜美                    | 伊豆田莉奈、岩立沙穂 大森美優、岡田彩花                | 大川莉央、大和田南那 達家真姫宝、向井地美音                                              | 小笠原茉由、佐々木優佳里 中西智代梨、平田梨奈                                                   |
| 第193週 | 1月11日 #924                                                                     | 1月12日 #925                                             | 1月13日 #926                                           | 1月14日 #927                                                                             | 1月15日 #928                                                                                    |
| 第193週 | 太田奈緒、小栗有以 北玲名、濵松里緒菜 山本亜依                                   | 相笠萌、大島涼花 小笠原茉由、平田梨奈                    | 石田晴香、岡田奈々 佐藤妃星、鈴木まりや                | 阿部マリア、岩立沙穂 下口ひなな、村山彩希                                                | 穴井千尋、坂口理子 冨吉明日香、村川緋杏                                                         |
| 第194週 | 1月18日                                                                          | 1月19日 #929                                             | 1月20日 #930                                           | 1月21日 #931                                                                             | 1月22日                                                                                         |
| 第194週 | 放送休止                                                                         | 太田奈緒、小田えりな 清水麻璃亜、谷優里 吉川七瀬         | 伊藤来笑、植木南央 熊沢世莉奈、駒田京伽                | 上野遥、岡本尚子 下野由貴、山田麻莉奈                                                    | 放送休止                                                                                        |
| 第195週 | 1月25日 #932                                                                     | 1月26日 #933                                             | 1月27日 #934                                           | 1月28日 #935                                                                             | 1月29日 #936                                                                                    |
| 第195週 | 太田奈緒、行天優莉奈 佐藤栞、佐藤七海 廣瀬なつき                                 | 岩立沙穂、内山奈月 達家真姫宝、福岡聖菜                  | 阿部マリア、岩田華怜 田北香世子、中田ちさと            | 相笠萌、小嶋菜月 中西智代梨、茂木忍                                                      | 佐々木優佳里、下口ひなな 田北香世子、藤田奈那                                                   |
| 第196週 | 2月1日 #937                                                                      | 2月2日 #938                                              | 2月3日 #939                                            | 2月4日 #940                                                                              | 2月5日 #941                                                                                     |
| 第196週 | 太田奈緒、小田えりな 福地礼奈、吉川七瀬                                          | 川本紗矢、北澤早紀 込山榛香、西野未姫                    | 阿部マリア、鈴木まりや 田名部生来、中田ちさと          | 伊豆田莉奈、岩立沙穂 大森美優、島田晴香                                                  | 飯野雅、佐藤妃星 達家真姫宝、福岡聖菜                                                           |
| 第197週 | 2月8日 #942                                                                      | 2月9日 #943                                              | 2月10日 #944                                           | 2月11日 #945                                                                             | 2月12日 #946                                                                                    |
| 第197週 | 相笠萌、阿部マリア 鈴木まりや、中田ちさと                                        | 岩立沙穂、大島涼花 北澤早紀、村山彩希                    | 飯野雅、大森美優 岡田奈々、川本紗矢                    | 大川莉央、佐藤妃星 篠崎彩奈、横島亜衿                                                    | 阿部マリア、小嶋菜月 後藤萌咲、田北香世子                                                       |
| 第198週 | 2月15日 #947                                                                     | 2月16日 #948                                             | 2月17日 #949                                           | 2月18日 #950                                                                             | 2月19日 #951                                                                                    |
| 第198週 | 太田奈緒、岡部麟 小田えりな、清水麻璃亜                                          | 岡田彩花、北澤早紀 鈴木まりや、中田ちさと                | 小笠原茉由、佐々木優佳里 中西智代梨、樋渡結依          | 岩立沙穂、大森美優 川本紗矢、横島亜衿                                                    | 伊豆田莉奈、岡田奈々 村山彩希、茂木忍                                                           |
| 第199週 | 2月22日 #952                                                                     | 2月23日 #953                                             | 2月24日 #954                                           | 2月25日 #955                                                                             | 2月26日 #956                                                                                    |
| 第199週 | 阿部マリア、大家志津香 高城亜樹、中田ちさと                                      | 飯野雅、岡田彩花 田名部生来、横島亜衿                    | 大島涼花、大和田南那 田野優花、武藤十夢                | 相笠萌、市川愛美 田北香世子、平田梨奈                                                    | 伊豆田莉奈、小笠原茉由 佐々木優佳里、島田晴香                                                   |
| 第200週 | 2月29日 #957                                                                     | 3月1日 #958                                              | 3月2日 #959                                            | 3月3日 #960                                                                              | 3月4日 #961                                                                                     |
| 第200週 | 太田奈緒、岡部麟 髙橋彩音、左伴彩佳 山本亜依                                     | 阿部マリア、達家真姫宝 田名部生来、藤田奈那              | 北澤早紀、佐藤妃星 篠崎彩奈、鈴木まりや                | 相笠萌、小嶋菜月 佐々木優佳里、茂木忍                                                    | 田北香世子、谷口めぐ 平田梨奈、樋渡結依                                                         |
| 第201週 | 3月7日 #962                                                                      | 3月8日 #963                                              | 3月9日 #964                                            | 3月10日 #965                                                                             | 3月11日                                                                                         |
| 第201週 | 阿部マリア、小嶋菜月 中西智代梨、茂木忍                                          | 岩佐美咲、佐藤すみれ 鈴木まりや、前田亜美                | 相笠萌、岩立沙穂 篠崎彩奈、西野未姫                    | 飯野雅、岩田華怜 岡田彩花、佐々木優佳里                                                  | 放送休止                                                                                        |
| 第202週 | 3月14日 #966                                                                     | 3月15日 #967                                             | 3月16日 #968                                           | 3月17日 #969                                                                             | 3月18日 #970                                                                                    |
| 第202週 | 伊豆田莉奈、岩田華怜 佐藤すみれ、藤田奈那                                        | 岡部麟、行天優莉奈 佐藤七海、谷川聖 長久玲奈、山田菜々美 | 大川莉央、大森美優 岡田彩花、北澤早紀                  | 阿部マリア、田野優花 武藤十夢、湯本亜美                                                  | 小嶋菜月、佐々木優佳里 田北香世子、平田梨奈                                                     |
| 第203週 | 3月21日 #971                                                                     | 3月22日 #972                                             | 3月23日                                                | 3月24日                                                                                  | 3月25日 #973                                                                                    |
| 第203週 | 久保怜音、高橋希良 千葉恵里、西川怜 野村奈央、樋渡結依 山邊歩夢                  | 荻野由佳、加藤美南 西潟茉莉奈、山口真帆                  | 放送休止                                               | 放送休止                                                                                 | 仲川遥香 タリア・イファンカ・エリサベス ナディラ・シンディ・ワンタリ フェニ・フィトゥリヤンティ |
| 第204週 | 3月28日 #974                                                                     | 3月29日 #975                                             | 3月30日 #976                                           | 3月31日 #977                                                                             | 4月1日 #978                                                                                     |
| 第204週 | 後藤萌咲、達家真姫宝 田名部生来、横島亜衿                                        | 市川愛美、田北香世子 谷口めぐ、田野優花                  | 飯野雅、川本紗矢 西野未姫、村山彩希                    | 相笠萌、阿部マリア 下口ひなな、茂木忍                                                    | 伊豆田莉奈、岡田彩花 鈴木まりや、中田ちさと                                                     |
| 第205週 | 4月4日 #979                                                                      | 4月5日 #980                                              | 4月6日 #981                                            | 4月7日 #982                                                                              | 4月8日 #983                                                                                     |
| 第205週 | 飯野雅、佐藤妃星 谷口めぐ、湯本亜美                                              | 佐々木優佳里、田北香世子 達家真姫宝、横島亜衿            | 相笠萌、阿部マリア 石田晴香、茂木忍                    | 伊豆田莉奈、川本紗矢 小嶋菜月、中西智代梨                                                | 太田奈緒、大西桃香 小栗有以、北玲名 永野芹佳                                                    |
| 第206週 | 4月11日 #984                                                                     | 4月12日 #985                                             | 4月13日 #986                                           | 4月14日 #987                                                                             | 4月15日 #988                                                                                    |
| 第206週 | 太田奈緒、小田えりな 佐藤七海、髙橋彩音 吉川七瀬                                 | 佐々木優佳里、田北香世子 田名部生来、横島亜衿            | 相笠萌、市川愛美 岩立沙穂、大森美優                    | 後藤萌咲、達家真姫宝 谷口めぐ、福岡聖菜                                                  | 飯野雅、伊豆田莉奈 佐々木優佳里、中西智代梨                                                     |
| 第207週 | 4月18日 #989                                                                     | 4月19日 #990                                             | 4月20日 #991                                           | 4月21日 #992                                                                             | 4月22日 #993                                                                                    |
| 第207週 | 太田奈緒、小田えりな 佐藤朱、濵松里緒菜 福地礼奈                                 | 阿部マリア、小嶋菜月 田北香世子、西野未姫                | 大島涼花、大和田南那 谷口めぐ、田野優花                | 伊豆田莉奈、川本紗矢 込山榛香、村山彩希                                                  | 行天優莉奈、近藤萌恵里 髙橋彩音、服部有菜 廣瀬なつき                                            |
| 第208週 | 4月25日 #994                                                                     | 4月26日 #995                                             | 4月27日 #996                                           | 4月28日 #997                                                                             | 4月29日 #998                                                                                    |
| 第208週 | 太田奈緒、大西桃香 倉野尾成美、山本亜依 吉川七瀬                                 | 伊豆田莉奈、大川莉央 西野未姫、村山彩希                  | 阿部マリア、田北香世子 谷口めぐ、茂木忍                | 相笠萌、市川愛美 後藤萌咲、達家真姫宝                                                    | 伊豆田莉奈、小笠原茉由 中西智代梨、宮崎美穂                                                     |
| 第209週 | 5月2日 #999                                                                      | 5月3日 #1000                                             | 5月4日 #1001                                           | 5月5日 #1002                                                                             | 5月6日 #1003                                                                                    |
| 第209週 | 太田奈緒、小田えりな 倉野尾成美、谷川聖 早坂つむぎ                               | 千葉恵里、茅野しのぶ                                     | 坂口渚沙、佐藤朱 佐藤七海、谷川聖 早坂つむぎ、横山結衣 | 阿部芽唯、行天優莉奈 下尾みう、高岡薫 谷優里、中野郁海 濵松里緒菜、人見古都音 廣瀬なつき | 飯野雅、川本紗矢 達家真姫宝、谷口めぐ                                                           |
| 第210週 | 5月9日 #1004                                                                     | 5月10日 #1005                                            | 5月11日 #1006                                          | 5月12日 #1007                                                                            | 5月13日 #1008                                                                                   |
| 第210週 | 太田奈緒、佐藤朱 清水麻璃亜、舞木香純 吉川七瀬                                   | 石田晴香、伊豆田莉奈 田名部生来、中田ちさと              | 岩立沙穂、大森美優 小嶋菜月、佐々木優佳里              | 相笠萌、阿部マリア 大和田南那、谷口めぐ                                                  | 太田奈緒、小田えりな 北玲名、近藤萌恵里 佐藤栞                                                  |
| 第211週 | 5月16日 #1009                                                                    | 5月17日 #1010                                            | 5月18日 #1011                                          | 5月19日 #1012                                                                            | 5月20日 #1013                                                                                   |
| 第211週 | 伊豆田莉奈、岩立沙穂 大森美優、川本紗矢                                          | 谷口めぐ、福岡聖菜 小嶋菜月、田名部生来                  | 飯野雅、佐々木優佳里 田北香世子、村山彩希              | 阿部マリア、小笠原茉由 平田梨奈、前田亜美                                                | 小嶋菜月、佐々木優佳里 前田亜美、茂木忍                                                         |
| 第212週 | 5月23日 #1014                                                                    | 5月24日 #1015                                            | 5月25日 #1016                                          | 5月26日 #1017                                                                            | 5月27日 #1018                                                                                   |
| 第212週 | 太田奈緒、大西桃香 清水麻璃亜、服部有菜 左伴彩佳                                 | 大島涼花、後藤萌咲 谷口めぐ、平田梨奈                    | 相笠萌、小嶋菜月 佐々木優佳里、湯本亜美                | 川本紗矢、田北香世子 田名部生来、中西智代梨                                              | 岩立沙穂、大森美優 込山榛香、中田ちさと                                                         |
| 第213週 | 5月30日 #1019                                                                    | 5月31日 #1020                                            | 6月1日 #1021                                           | 6月2日 #1022                                                                             | 6月3日 #1023                                                                                    |
| 第213週 | 小栗有以、髙橋彩音 福地礼奈、舞木香純 吉川七瀬                                   | 達家真姫宝、福岡聖菜 馬嘉伶、横島亜衿                    | 相笠萌、小笠原茉由 中田ちさと、村山彩希                | 伊豆田莉奈、込山榛香 佐藤妃星、西野未姫                                                  | 鈴木まりや、田野優花 中田ちさと、茂木忍                                                         |
| 第214週 | 6月6日 #1024                                                                     | 6月7日 #1025                                             | 6月8日 #1026                                           | 6月9日 #1027                                                                             | 6月10日 #1028                                                                                   |
| 第214週 | 太田奈緒、小田えりな 倉野尾成美、佐藤朱 吉川七瀬                                 | 相笠萌、阿部マリア 小笠原茉由、小嶋菜月                  | 飯野雅、伊豆田莉奈 田名部生来、福岡聖菜                | 大家志津香、谷口めぐ 中田ちさと、湯本亜美                                                | 太田奈緒、岡部麟 小栗有以、佐藤七海 山田菜々美                                                  |
| 第215週 | 6月13日 #1029                                                                    | 6月14日 #1030                                            | 6月15日 #1031                                          | 6月16日 #1032                                                                            | 6月17日 #1033                                                                                   |
| 第215週 | 相笠萌、岩立沙穂 梅田綾乃、大島涼花 岡田彩花、北澤早紀 篠崎彩奈、村山彩希 茂木忍 | 阿部マリア、鈴木まりや 田野優花、中田ちさと              | 佐々木優佳里、島田晴香 下口ひなな、田北香世子          | 相笠萌、竹内美宥 田名部生来、中田ちさと                                                  | 相笠萌、田名部生来 中田ちさと                                                                   |
| 第216週 | 6月20日 #1034                                                                    | 6月21日 #1035                                            | 6月22日 #1036                                          | 6月23日 #1037                                                                            | 6月24日 #1038                                                                                   |
| 第216週 | 小栗有以、清水麻璃亜 髙橋彩音、福地礼奈 吉川七瀬                                 | 小嶋菜月、鈴木まりや 福岡聖菜、横島亜衿                  | 飯野雅、伊豆田莉奈 後藤萌咲、田名部生来                | 市川愛美、佐藤妃星 田北香世子、谷口めぐ                                                  | 相笠萌、阿部マリア 大森美優、岡田彩花 田名部生来、中田ちさと                                    |
| 第217週 | 6月27日 #1039                                                                    | 6月28日 #1040                                            | 6月29日 → 6月30日 #1041                                | 6月29日 → 6月30日 #1041                                                                  | -                                                                                               |
| 第217週 | 市川愛美、鈴木まりや 達家真姫宝、横島亜衿                                        | 伊豆田莉奈、川本紗矢 小嶋菜月、前田亜美                  | あん誰ファイナル! 19時間生放送スペシャル               | あん誰ファイナル! 19時間生放送スペシャル                                                 | -                                                                                               |

## 番組テーマ曲

### オープニング
- 『会いたかった』（2012年4月2日 - 10月31日）
- 『UZA』（2012年11月1日 - 12月11日）
- 『ファースト・ラビット』（2012年12月12日 - 2013年11月1日）
- AKB48の楽曲（日替わり）（2013年11月4日 - 2014年12月26日）
- 『Reborn』（2015年1月5日 - ）

※チーム8メンバー出演時は、チーム8メンバーが参加している楽曲が使用される事が多い。また、2015年10月頃から金曜日は『ファースト・ラビット』を使用している。

### エンディング
- 『ぐぐたすの空』（2012年4月2日 - 2013年11月1日）
- 『NEW SHIP』（2013年11月4日 -2015年3月31日 ）
- 『After rain』（2015年4月1日 - ）

## スタッフ
- 企画：秋元康、AKB48向上委員会
- 制作：AKS、NOTTV（mmbi）
- プロデューサー：竹中優介（2014年3月まで、TBSテレビ所属[注 99][16][17]）田辺雄大、福浜和美、佐藤祐亮、山際得道

## 特別番組
AKB48のあんた、誰? 再放送スペシャル
- 2013年1月1日 9:58  - 1月2日 10:00　NOTTV2
- 2012年4月 - 11月に放送された中から、反響が大きかった24回分を連続放送した[注 100]。
- 各回の間の時間には、出演メンバーの新年の挨拶と、放送直前にJKT48へ移籍した仲川・高城へのインタビューが放送された。

AKB48 37thシングル選抜総選挙大予想「俺たちの夢の現在地はココだ!」
- 2014年6月5日 18:30 - 19:00　NOTTV2
- 2014年選抜総選挙のアップカミングガールズ（65位 - 80位）メンバーを予想する生放送番組。なお、2012年・2013年の選抜総選挙は同番組内ではノータッチであった。
- 出演：トップリード（MC）、ボン溝黒（カナリア）、関根弘康（集英社・週刊プレイボーイ、AKB48G担当ライター）

AKB48のあんた、誰?Presents「あん誰フェスティバル in 幕張」
- 2015年8月9日 16:00 - 20:00　NOTTV1
- 幕張メッセで行われた、AKB48 40thシングル劇場盤発売記念大握手会会場特設ステージから生放送された。MCは中村麻里子、トップリード。出演はAKB48グループメンバー。

AKB48のあんた、誰?「あん誰ファイナル! 19時間生放送スペシャル」
- 2016年6月29日 17:00 - 30日 11:50　NOTTV1
- NOTTV閉局に伴う最後の通常番組として放送された。「AKB1/4リアル版恋愛総選挙ファイナル」を実施したほか、過去に行った企画や卒業生を含む歴代出演者もゲストとして招待した。

あん誰 同窓会
- 2019年6月30日 19:00 - 20:50　TBSチャンネル1[注 101][15]
- MCは和賀勇介（元トップリード）、チキチキジョニー、浦野一美、中村麻里子（生放送当時サンテレビアナウンサー）。

## 特別公演
2013年と2014年のAKB48劇場での新年特別公演は、あん誰の番組スタッフが公演の企画・構成・プロデュースを行う公演（通称：あん誰特別公演）となっている。
2013年1月5日・6日（両日とも1回公演）
「2013年AKB48福袋」購入者のうち、「AKB48 SHOP 秋葉原店」で購入し、福袋スピードくじで特等B - 特等Eが当たった購入者を対象として行われた。
- 出演メンバー
  - 1月5日
大島涼花・菊地あやか・高橋朱里・田野優花・中塚智実・仁藤萌乃・松井咲子・内田眞由美・小林香菜・佐藤亜美菜・島田晴香・仲谷明香・前田亜美・田名部生来・名取稚菜・野中美郷
  - 1月6日
佐藤すみれ・倉持明日香・鈴木紫帆里・近野莉菜・中田ちさと・松原夏海・宮崎美穂・石田晴香・市川美織・岩佐美咲・大場美奈・大家志津香・小森美果・中村麻里子・藤江れいな・山内鈴蘭

2014年1月4日・5日（両日とも2回公演）
「2013年AKB48福袋」購入者のうち、「AKB48 SHOP 秋葉原店」で購入し、福袋スピードくじで特等B - 特等Eが当たった購入者と、2013年12月25日放送分の視聴者プレゼント当選者（各公演10人ずつ、計40人）を対象として行われた。
- 出演メンバー
  - 1月4日
大島涼花・小林茉里奈・高橋朱里・田野優花・森川彩香・内田眞由美・鈴木紫帆里・中田ちさと・平田梨奈・藤田奈那・岩佐美咲・大森美優・竹内美宥・田名部生来・中村麻里子・相笠萌・岡田彩花・北澤早紀・高島祐利奈・橋本耀・前田美月・村山彩希
  - 1月5日
伊豆田莉奈・岩田華怜[注 102]・菊地あやか・佐々木優佳里・佐藤すみれ・鈴木まりや・松井咲子・阿部マリア・小林香菜・佐藤亜美菜・島田晴香・近野莉菜・前田亜美・宮崎美穂・武藤十夢・石田晴香・大家志津香・小嶋菜月・名取稚菜・野中美郷・山内鈴蘭・岩立沙穂・梅田綾乃・篠崎彩奈・茂木忍

※1月4日の夜公演は2014年2月24日にダイジェスト版が、1月5日の夜公演は2014年1月23日・24日に前後編に分けてそれぞれ放送された。
2014年12月2日には舞浜アンフィシアターにて、「AKB48グループ 冬だ!ライブだ!ごった煮だ!〜遠征出来なかった君たちへ〜」の一環として特別公演が行われた。
- 出演メンバー

飯野雅・市川愛美・岩田華怜・小嶋菜月・田北香世子・達家真姫宝・谷口めぐ・中田ちさと・中村麻里子・西山怜那・藤田奈那・前田亜美・松井咲子・森川彩香・相笠萌・阿部マリア・石田晴香・岩佐美咲・北原里英・内田眞由美・後藤萌咲・小林香菜・島田晴香・下口ひなな・鈴木紫帆里・鈴木まりや・永尾まりや・宮崎美穂・湯本亜美・伊豆田莉奈・内山奈月・梅田綾乃・大家志津香・倉持明日香・高城亜樹・名取稚菜・野澤玲奈・橋本耀・平田梨奈・福岡聖菜・横島亜衿・岩立沙穂・大川莉央・大森美優・岡田奈々・北澤早紀・小林茉里奈・込山榛香・佐々木優佳里・佐藤妃星・篠崎彩奈・高島祐利奈・土保瑞希・西野未姫・前田美月・村山彩希・茂木忍